# 산타크루스섬
산타크루스섬(영어: Santa Cruz Island, 스페인어: Isla Santa Cruz)은 갈라파고스 군도의 섬 중 하나이다. 면적은 986km2의 넓이와 최고점은 해발 864m이다.

## 개요
군도 중앙에 위치하고 있으며, 산타크루스섬은 이사벨라 섬에 이어 두 번째로 큰 섬이다. 그 중심 도시는 푸에르토아요라이며, 섬에가 가장 많은 인구가 사는 도심이다. 산타크루스섬에 사는 주민은 농업과 가축을 기르면서 살고 있다.
이 섬은 거대한 휴화산이다. 마지막 화산 폭발은 약 100만년 전이나 50만년 전에 분출되었다고 예측하고 있다. 화산 분출에 대한 증거물로 마그마의 분출로 인한 붕괴로 형성된 두 개의 큰 구멍들(미디어 루나와 로스 제멜로스)이 화산의 역사를 증명한다.
산타 크루스의 뜻은 십자가이다. 인디퍼티거블 호의 이름은 영어식이다. 산타 크루스는 갈라파고스 군도에서 가장 많은 인구가 모여서 살고 있다.

## 칸톤
갈라파고스 주는 1973년 2월 18일에 대통령 령에 의해 지정되었으며, 이사벨라 칸톤, 산크리스토발 칸톤, 산타크루즈 칸톤으로 나뉜 3개의 칸톤으로 구성된다. 그 중 산타그루스 칸톤은 다음의 섬들로 구성된다.
- 산타크루스섬
- 발트라 섬
- 바르톨로메 섬 (무인도)
- 마르체나 섬 (무인도)
- 북씨모어 섬 (무인도)
- 핀타 섬 (무인도)
- 핀손 섬 (무인도)
- 라비다 섬 (무인도)
- 산티아고 섬 (무인도)

산타크루스 칸톤의 주도는 푸에르토아요라이며, 인구는 11,262명, 면적은 1,794 km2이다.

## 명소

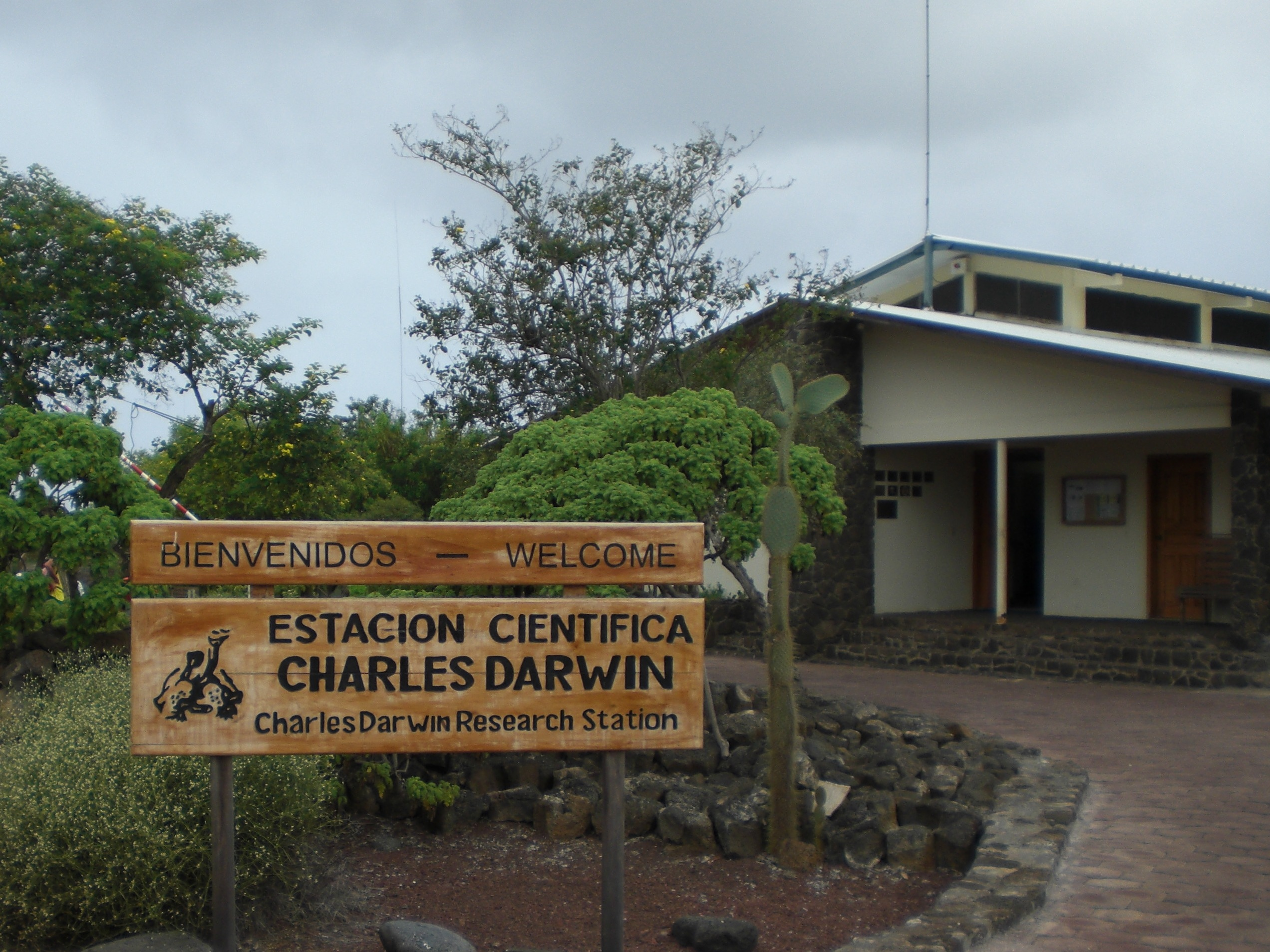
찰스 다윈 연구소

- 찰스 다윈 연구소
- 갈라파고스 국립공원 본부
- 용암 동굴
- 자이언트 거북 보호지
- 블랙 터틀 곶
- 세로 드래곤
- 또르뚜가 만
- 로스 헤멜로스

## 갈라파고스 제도 산타크루스섬

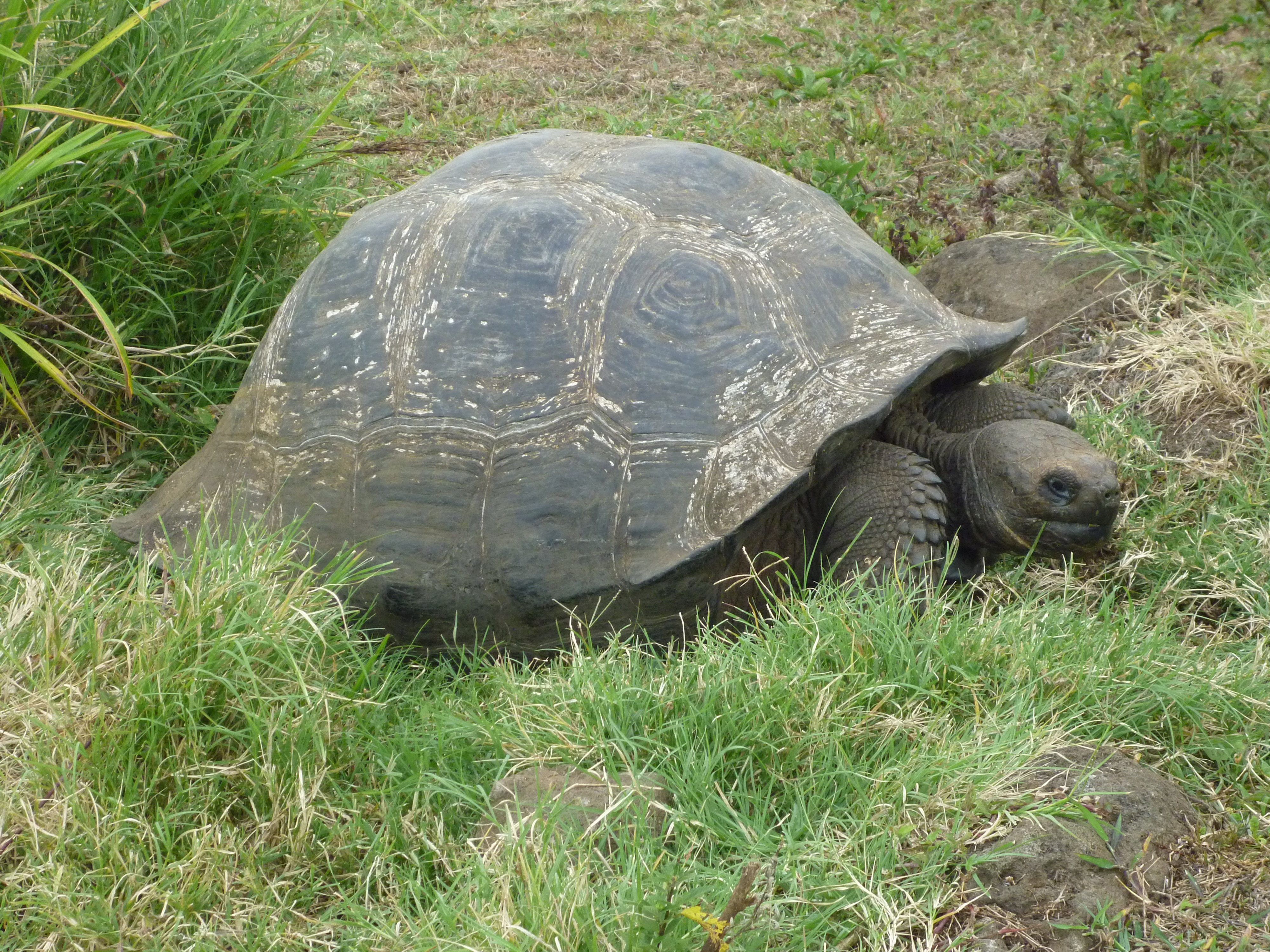
갈라파고스땅거북 산타크루스섬
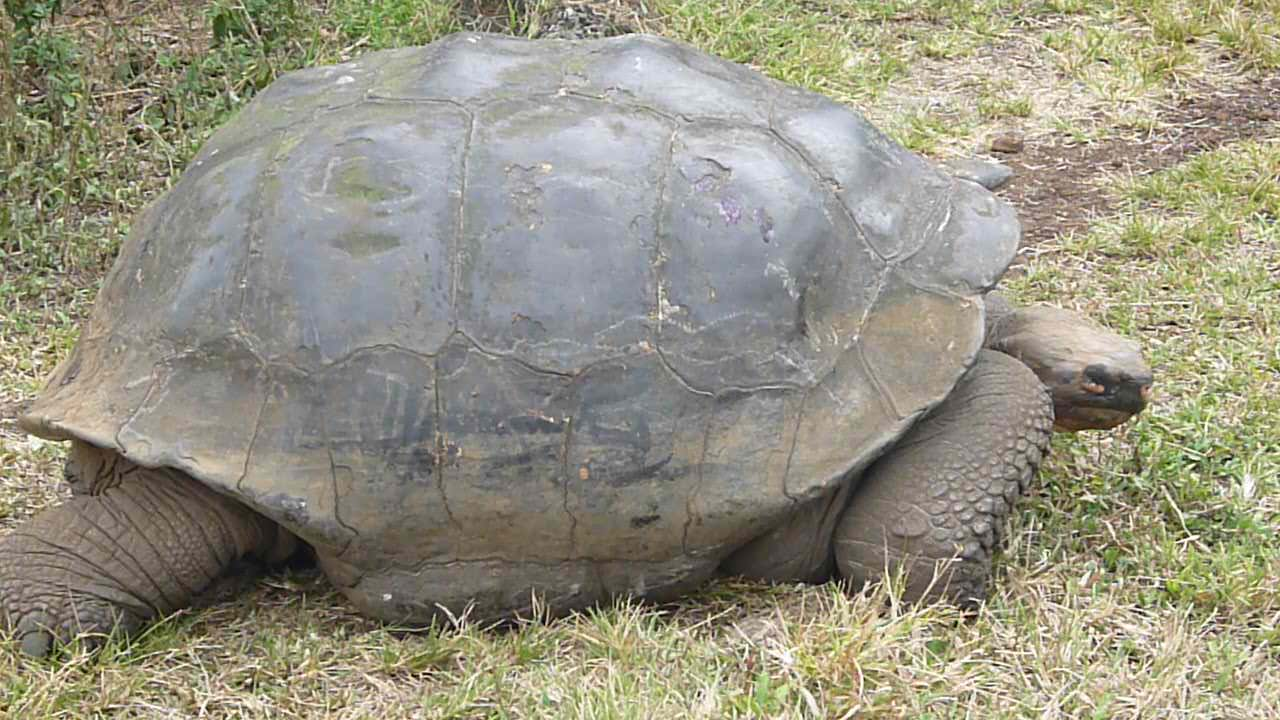
갈라파고스땅거북
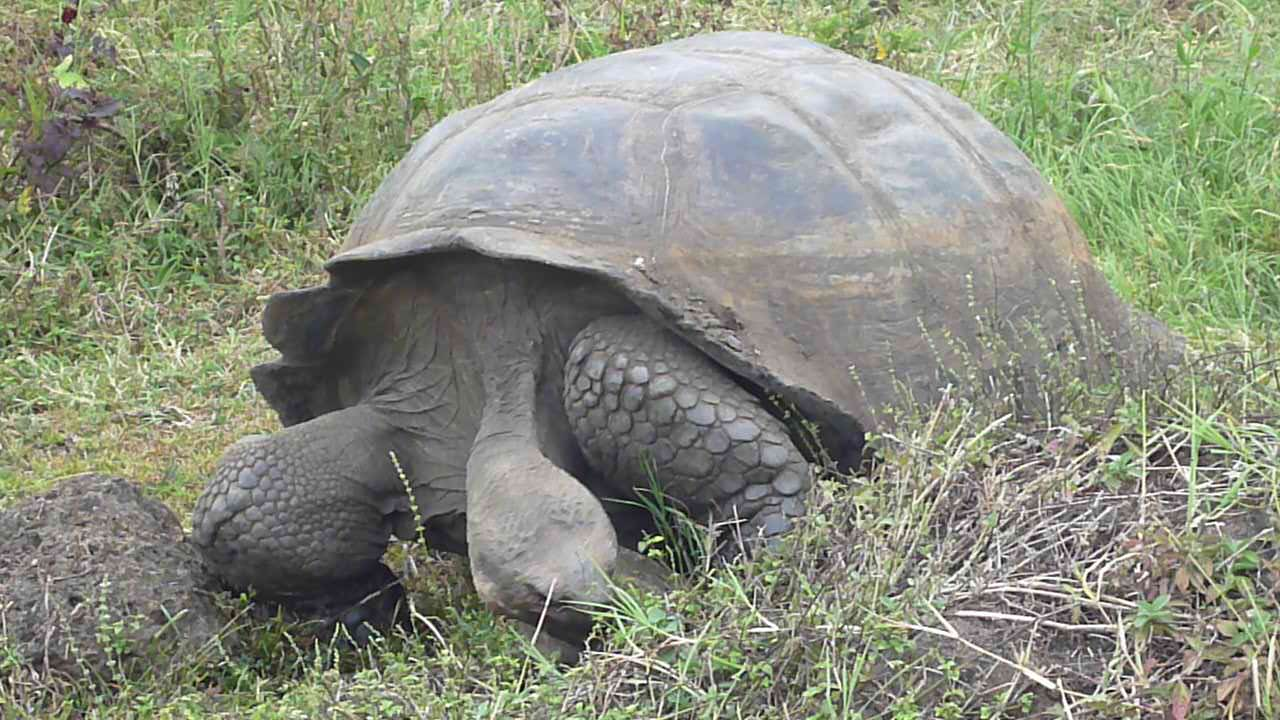
갈라파고스땅거북
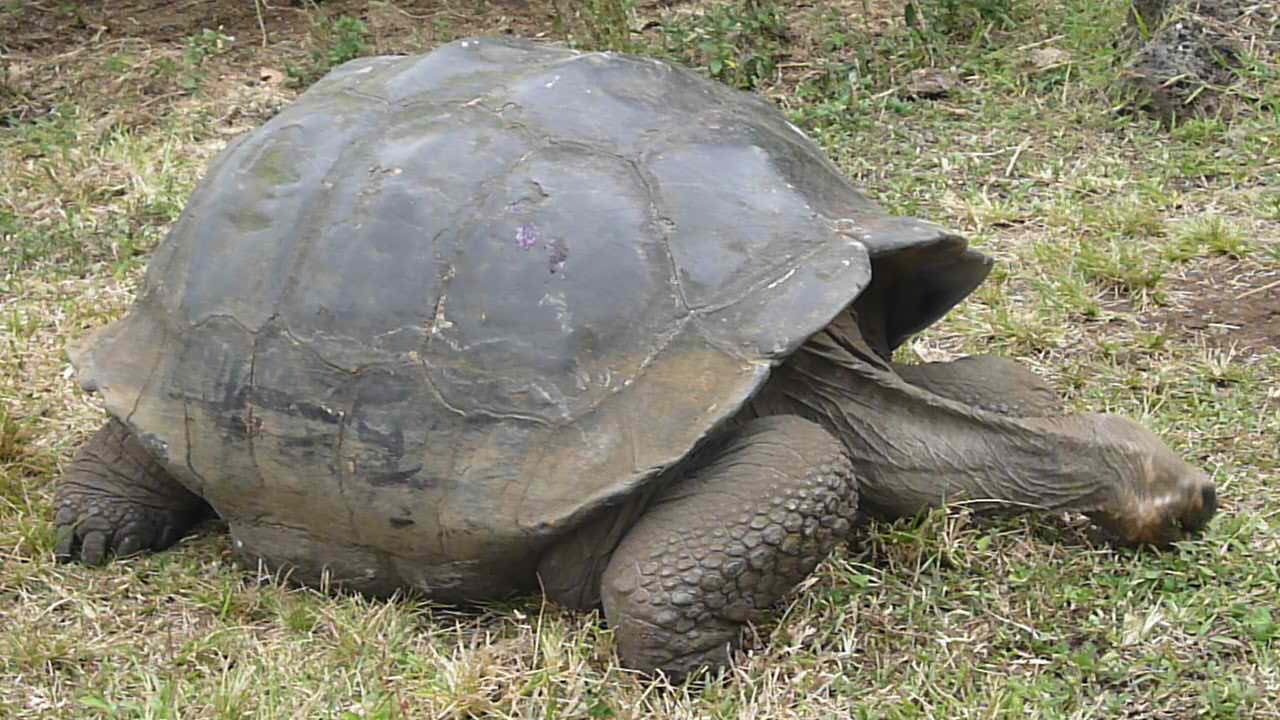
갈라파고스땅거북
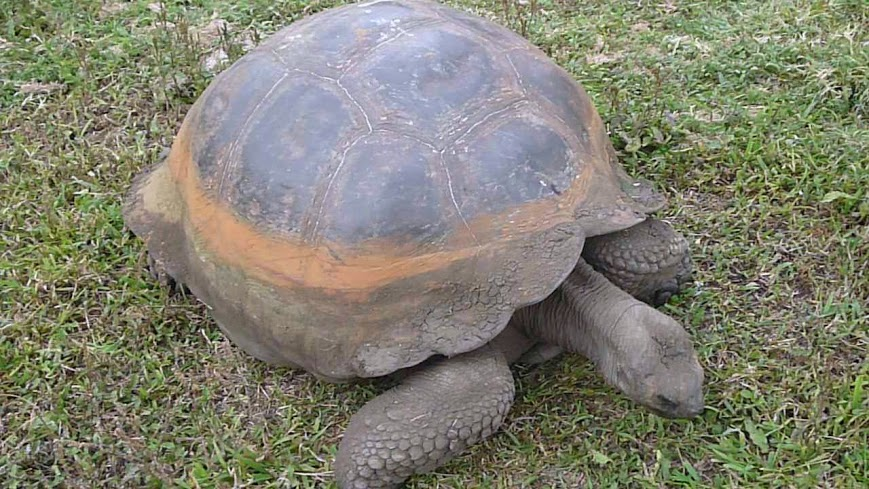
갈라파고스땅거북
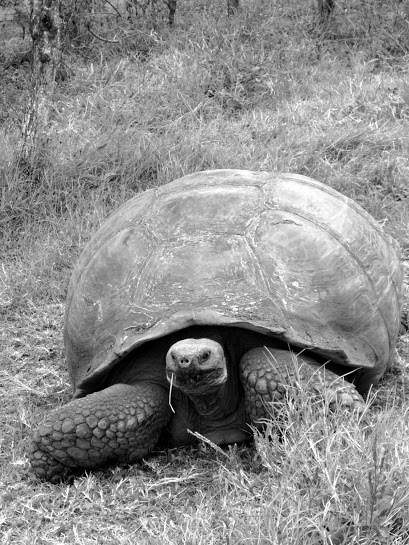
갈라파고스땅거북
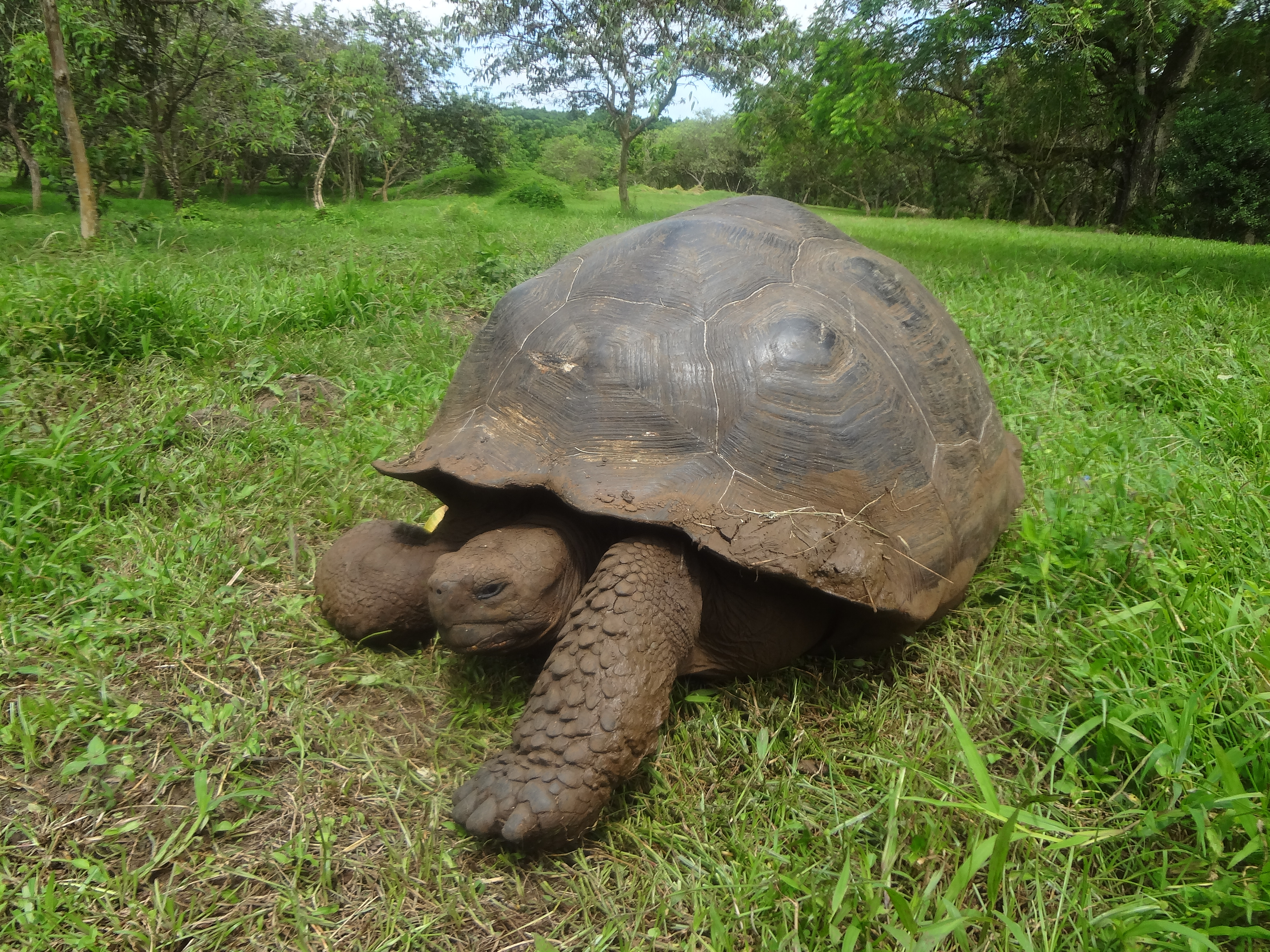
(Chelonoidis nigra) El Chato Reserve, Santa Cruz Galapagos
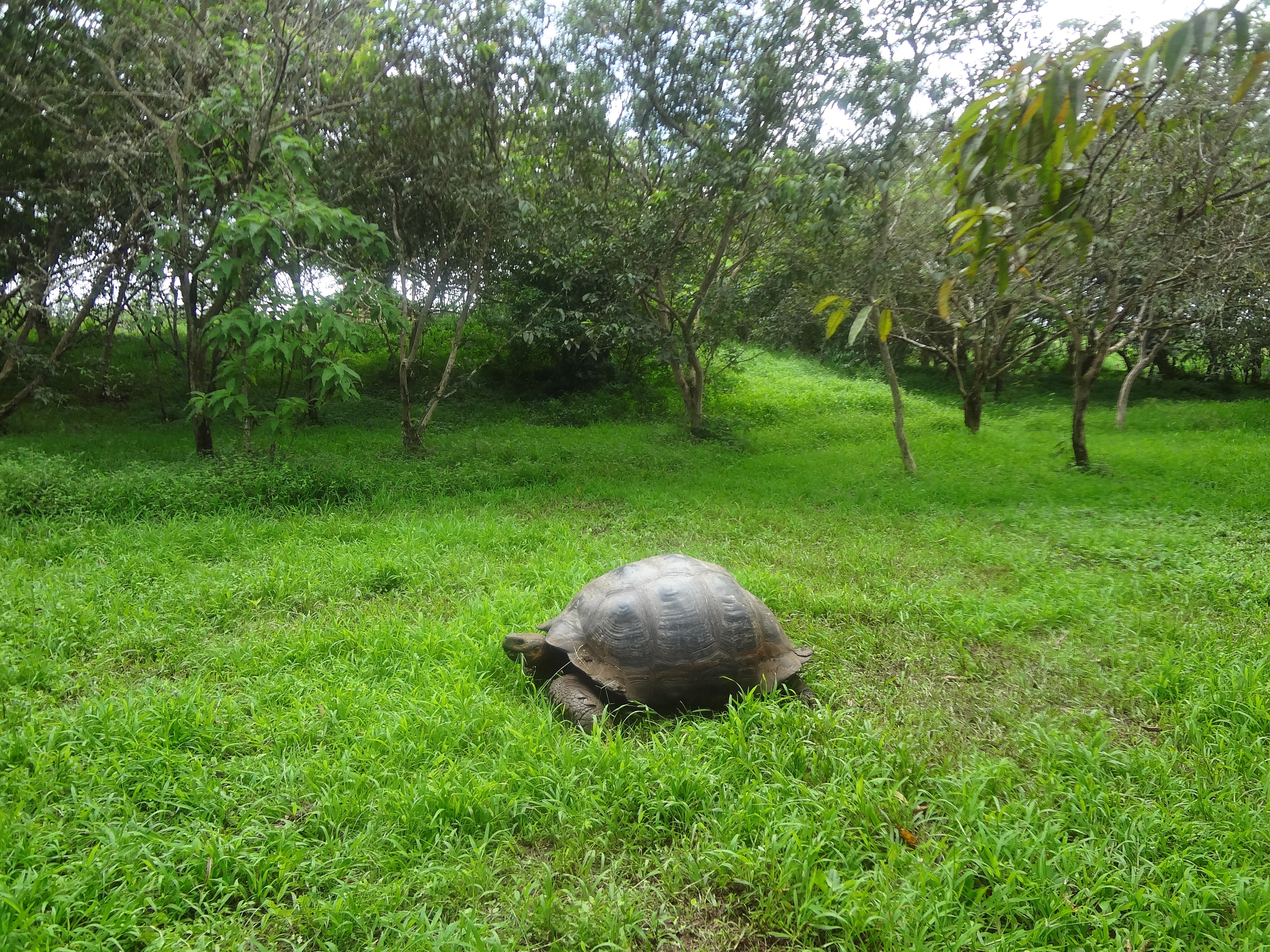
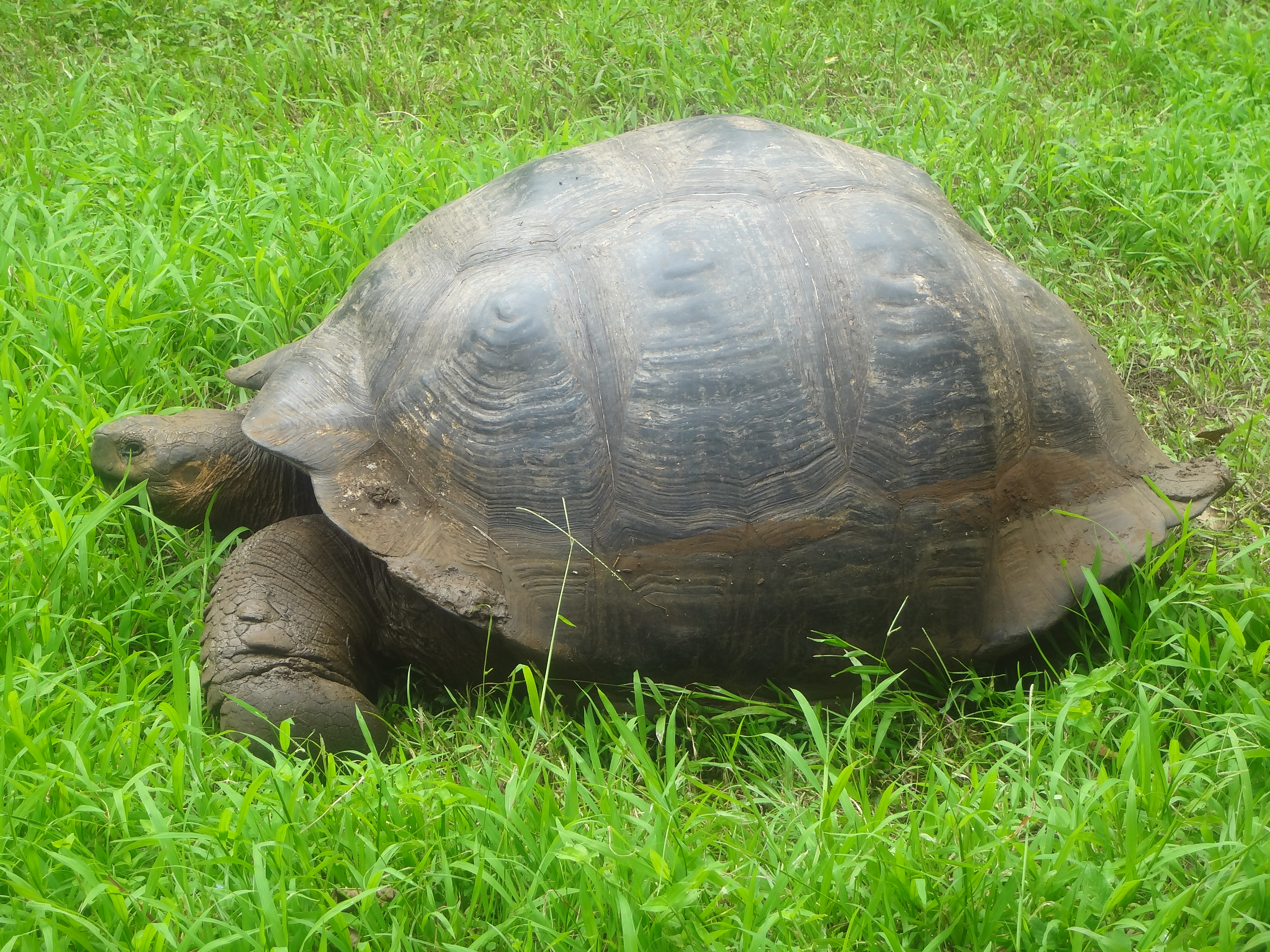
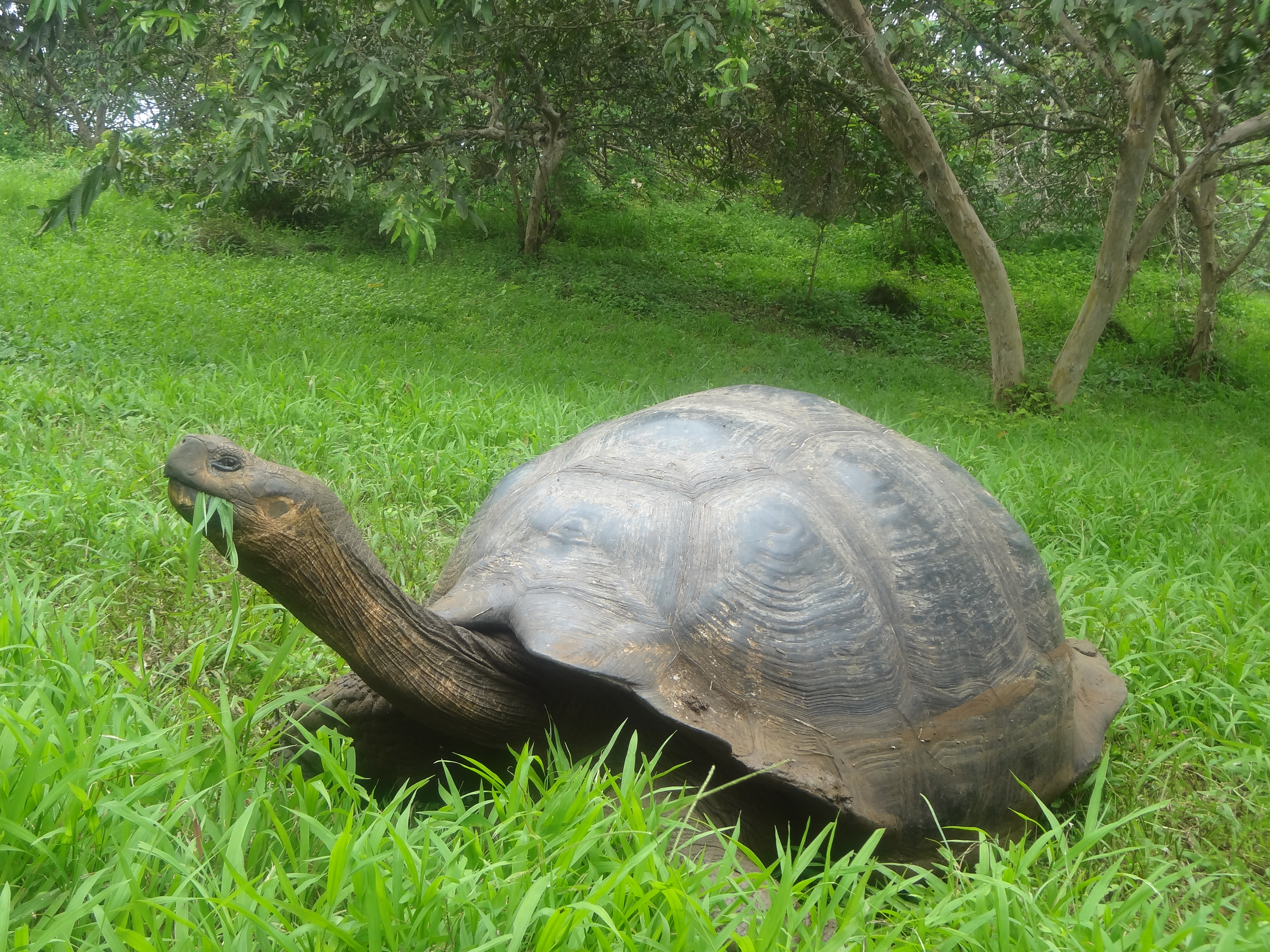
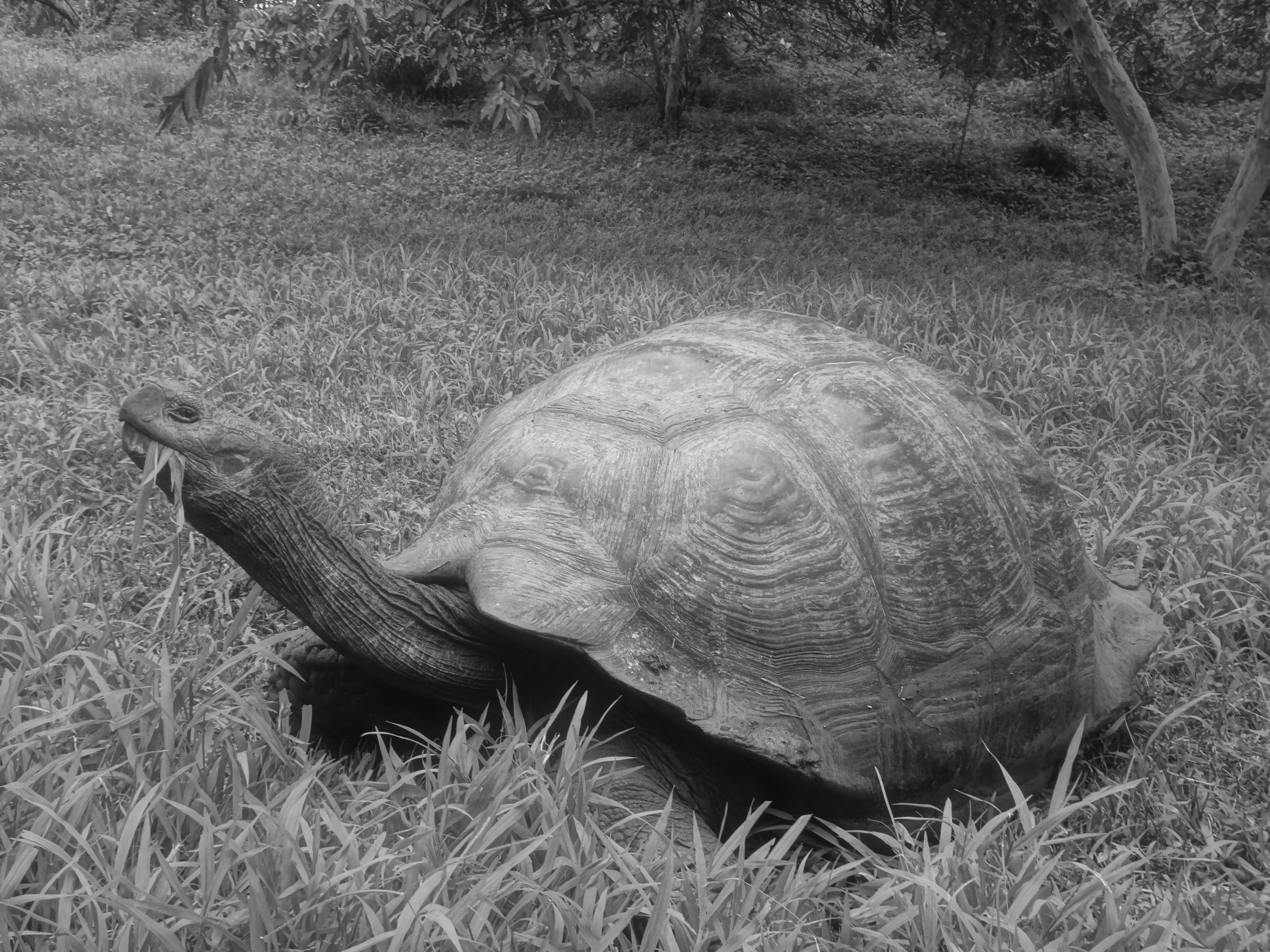
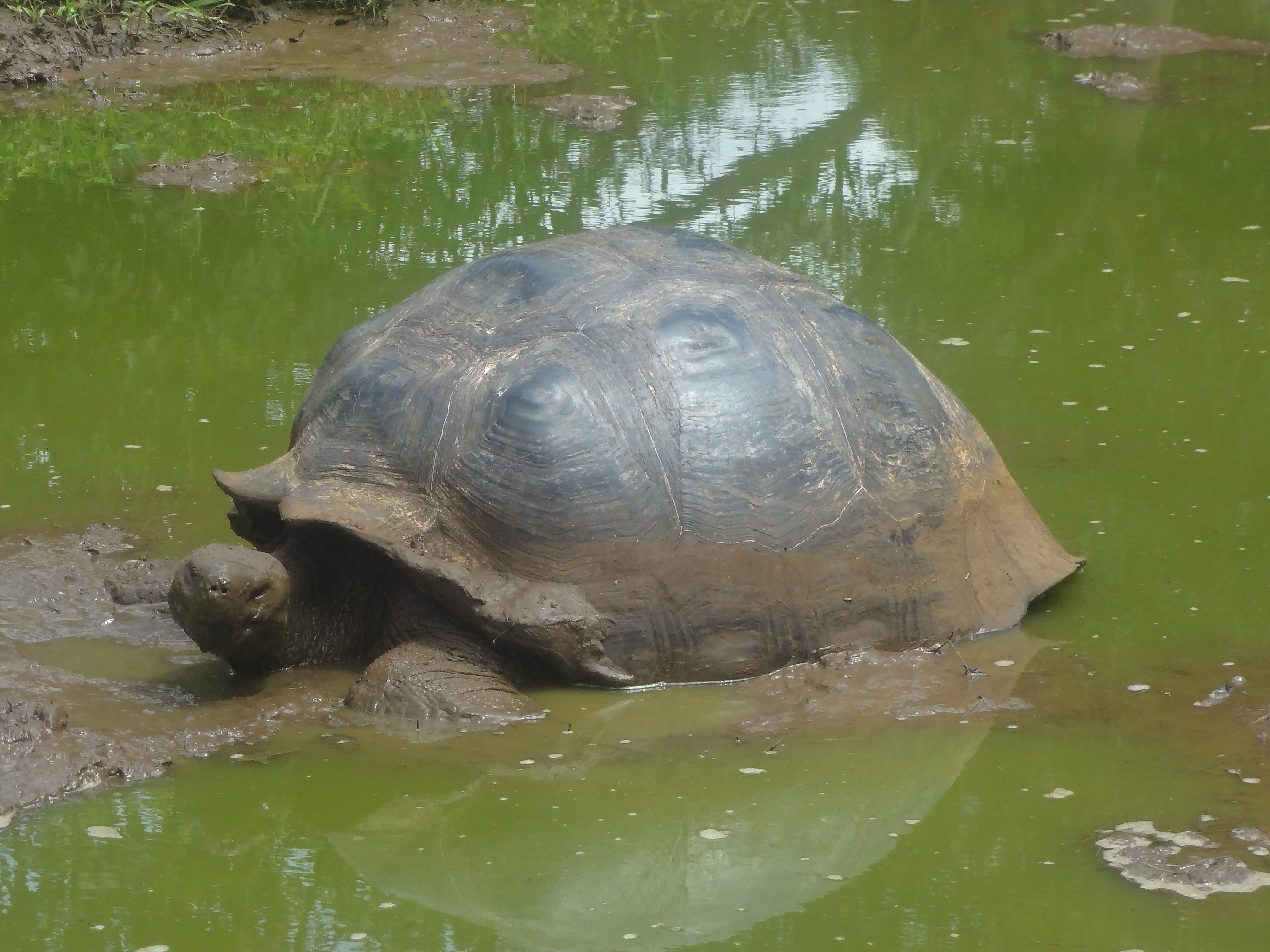
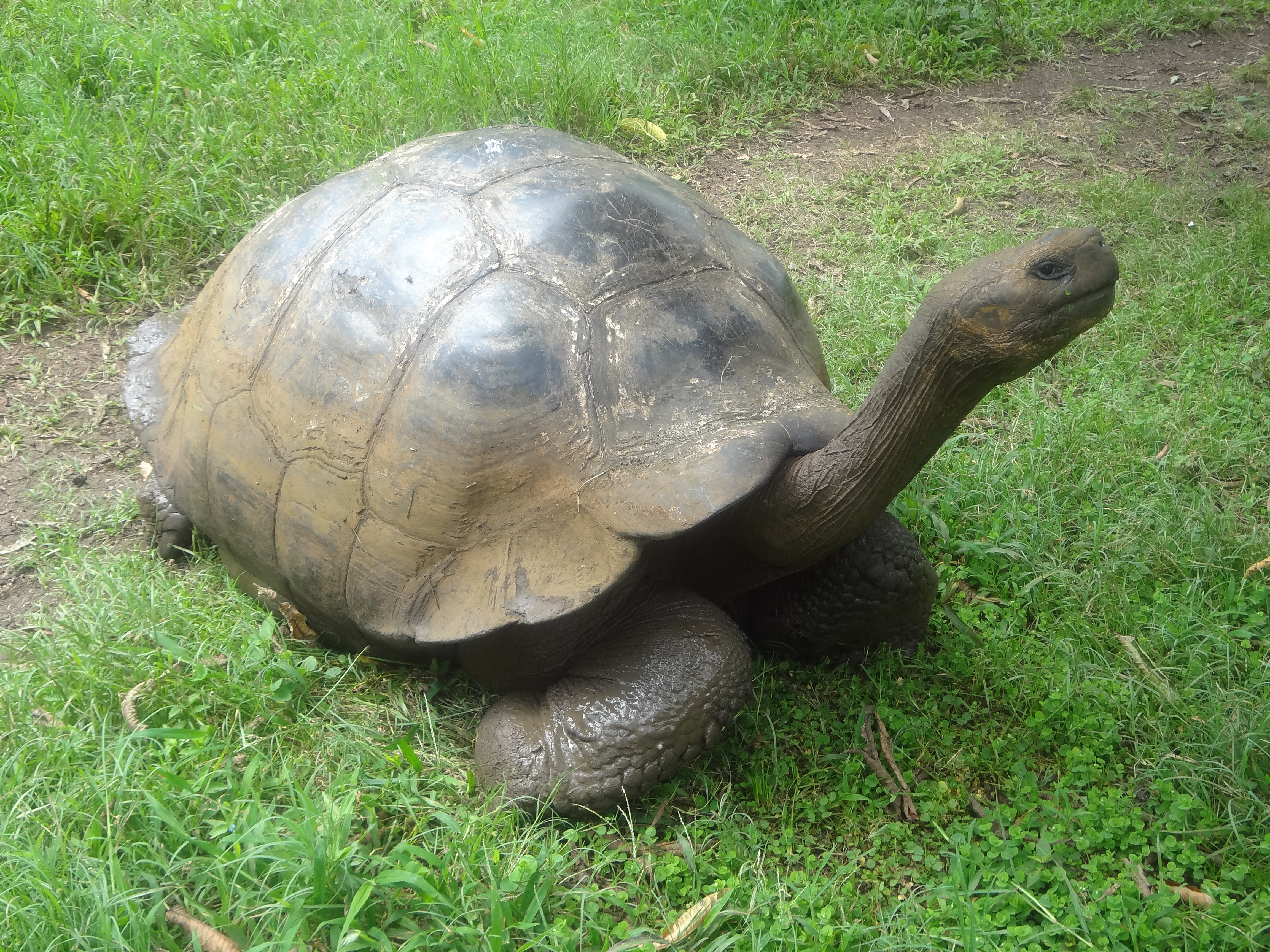
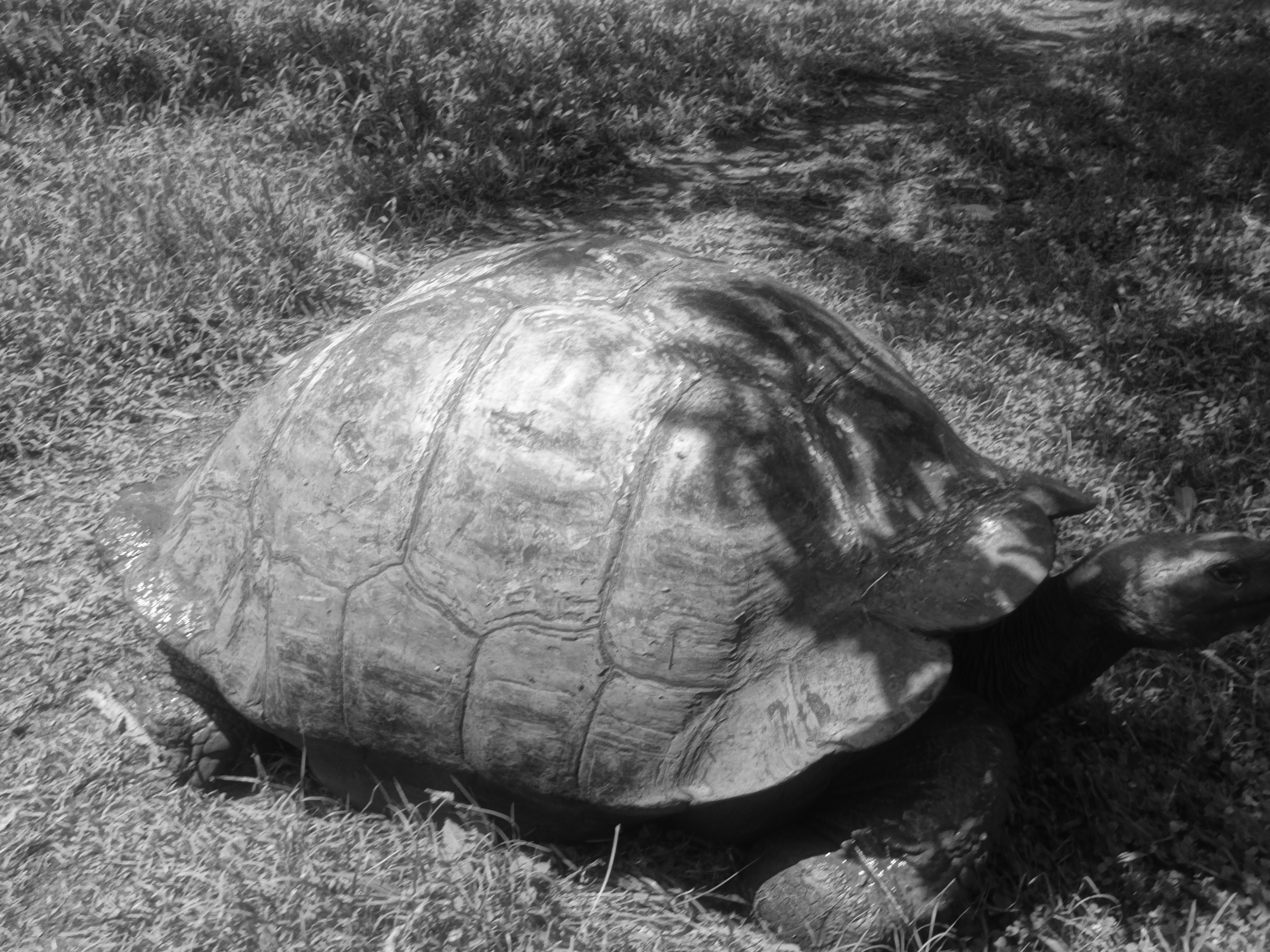
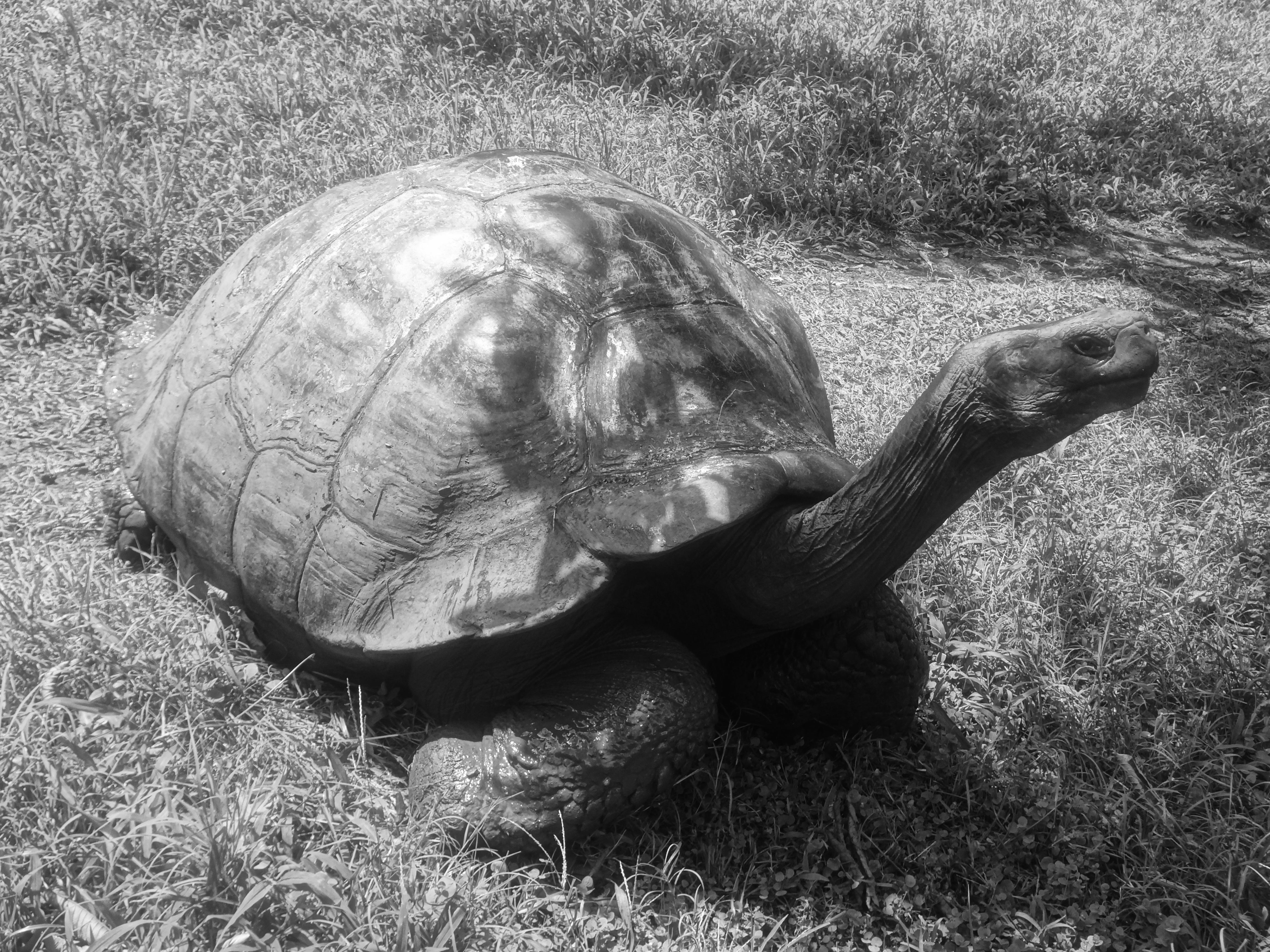
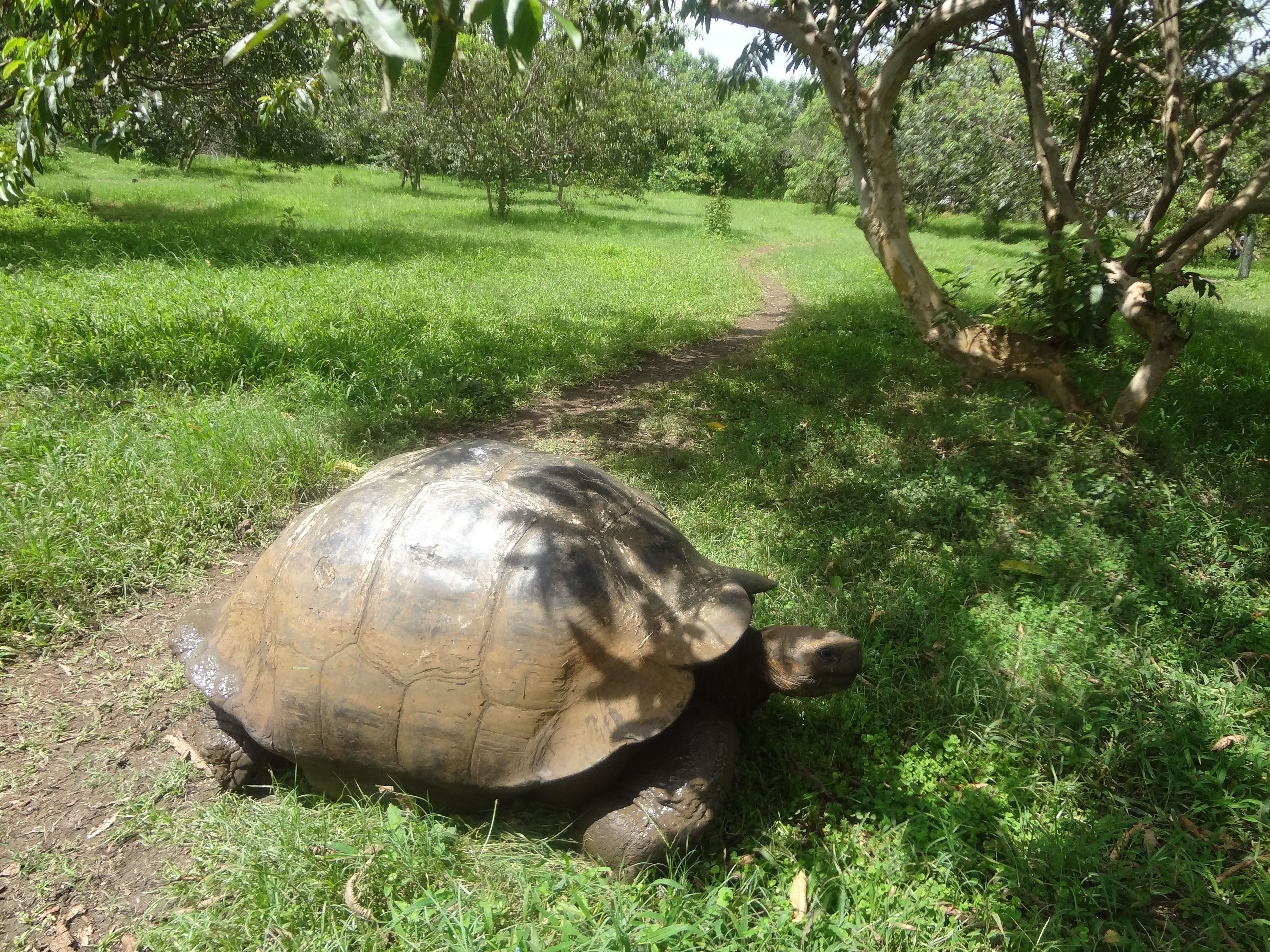
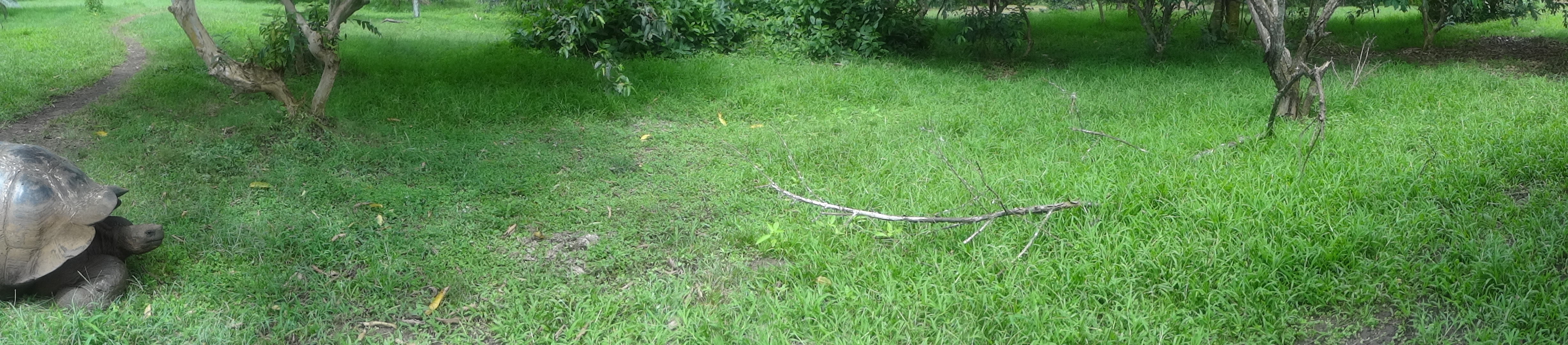
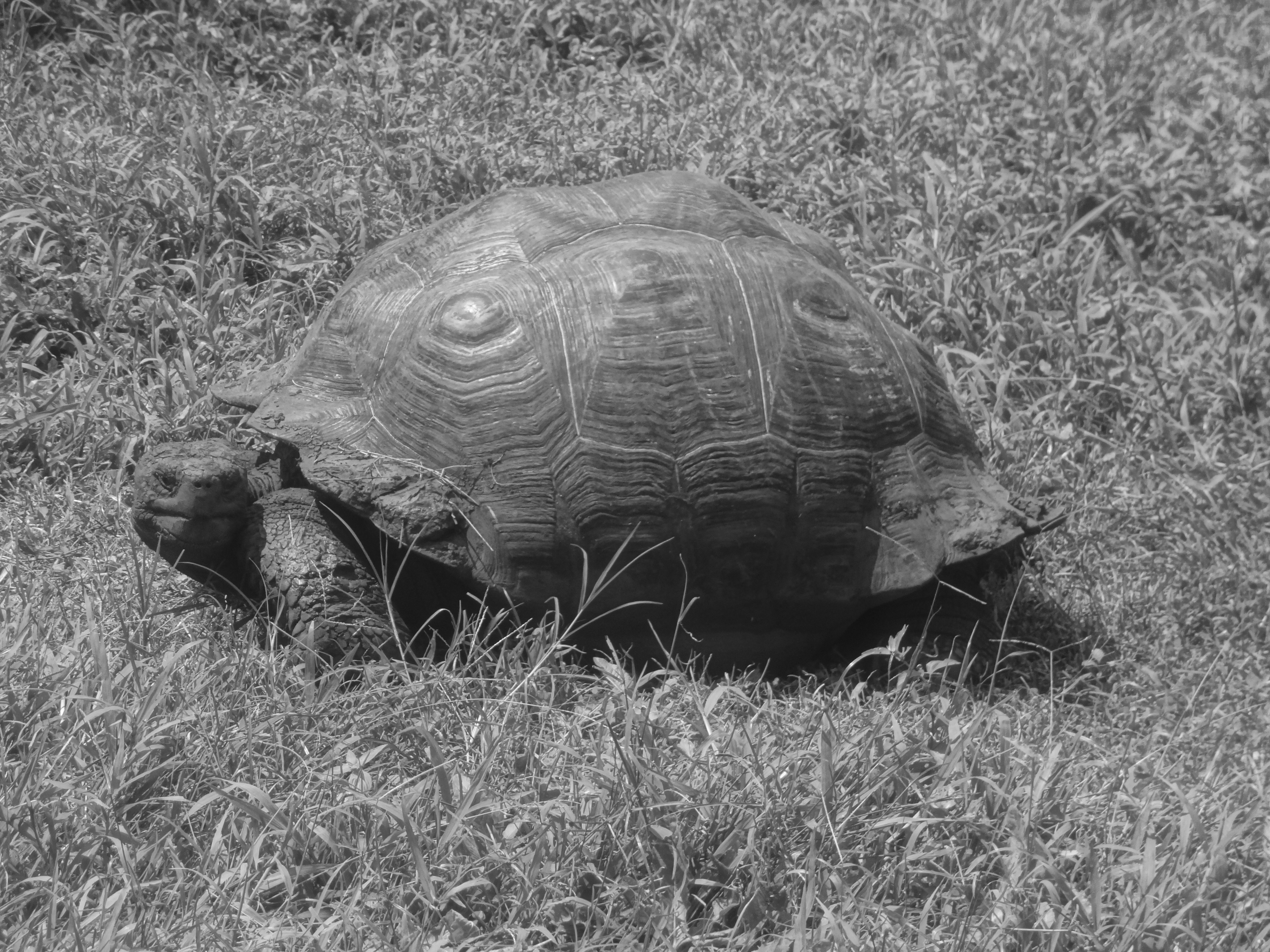
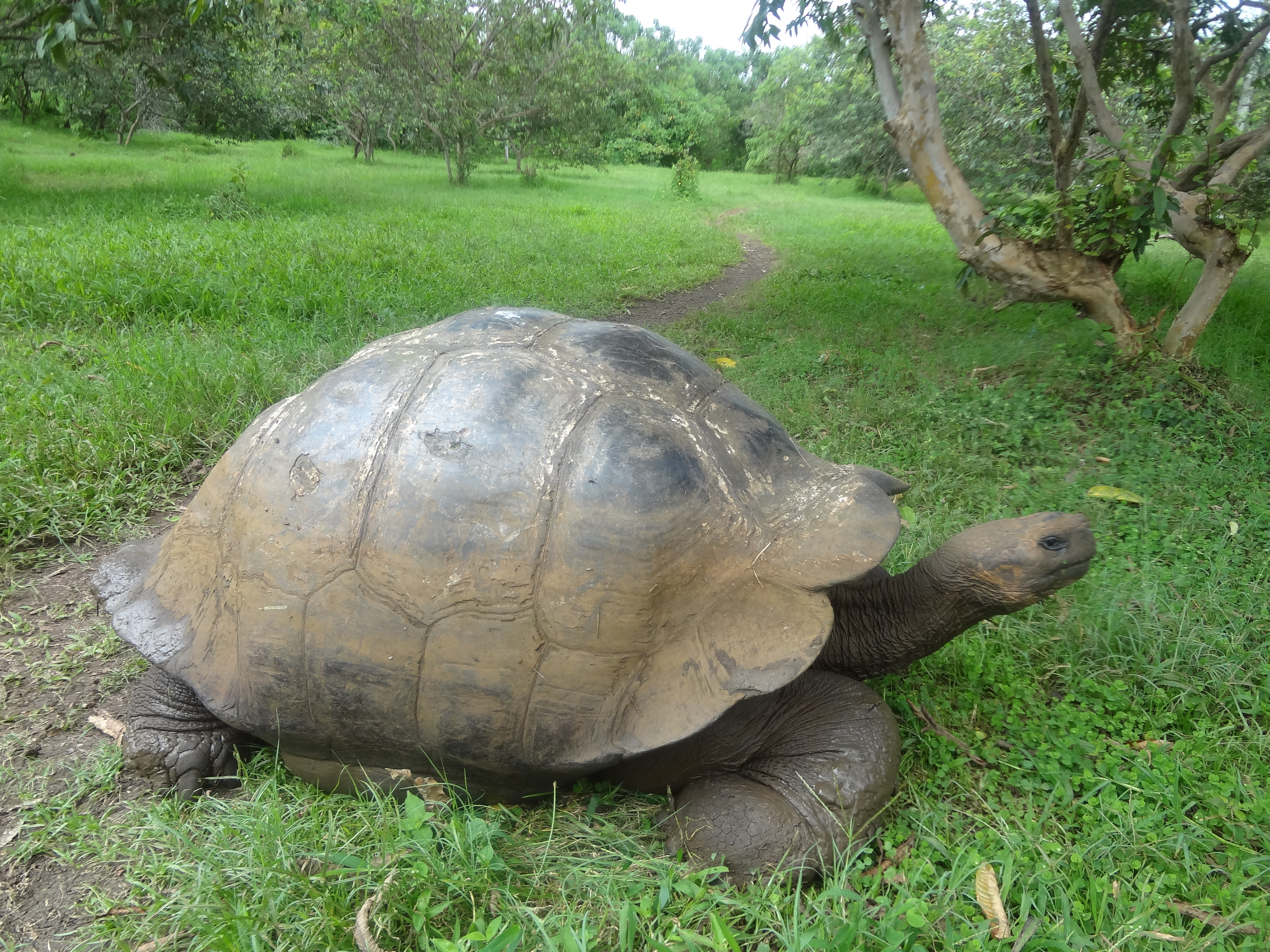
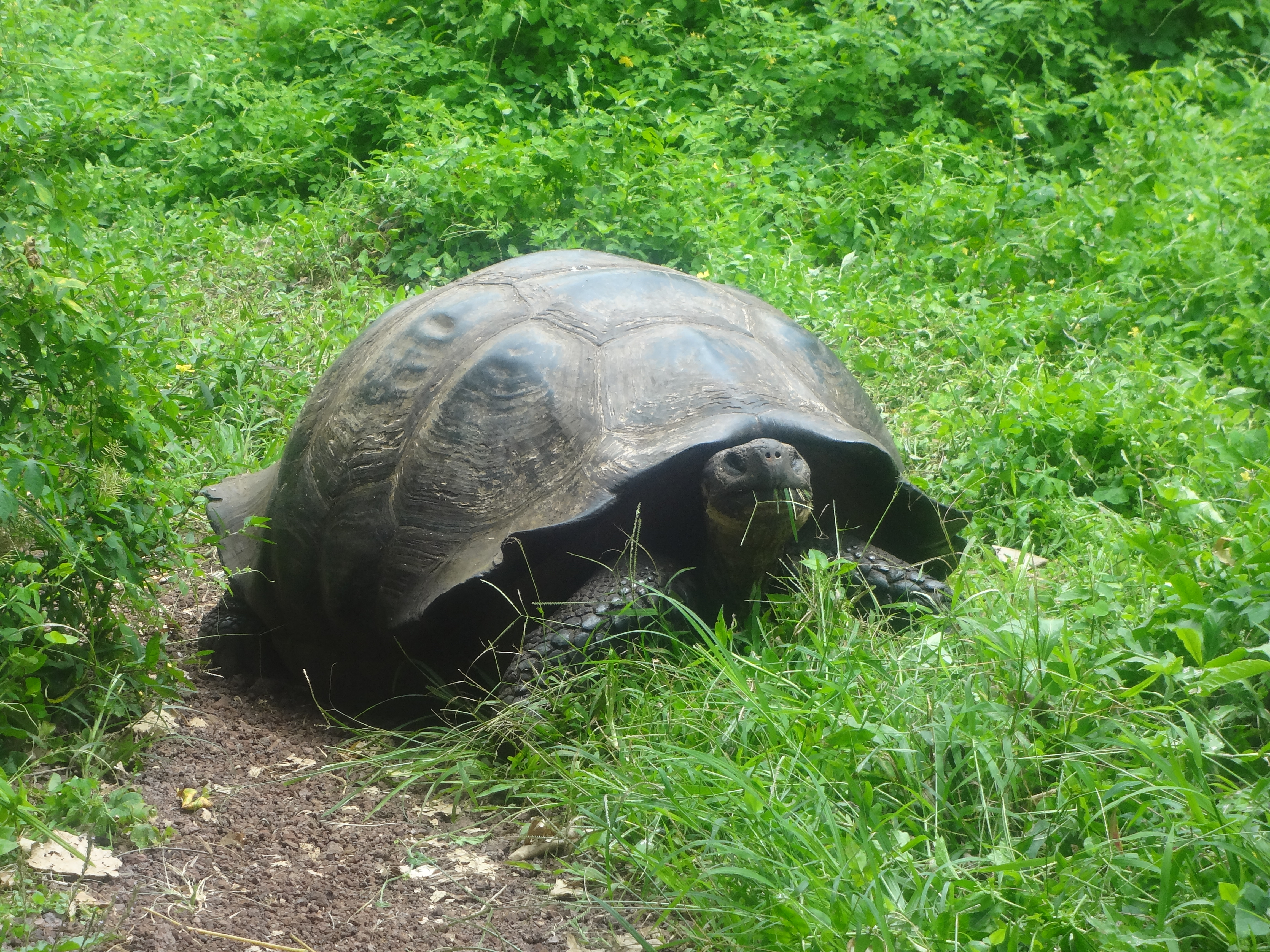
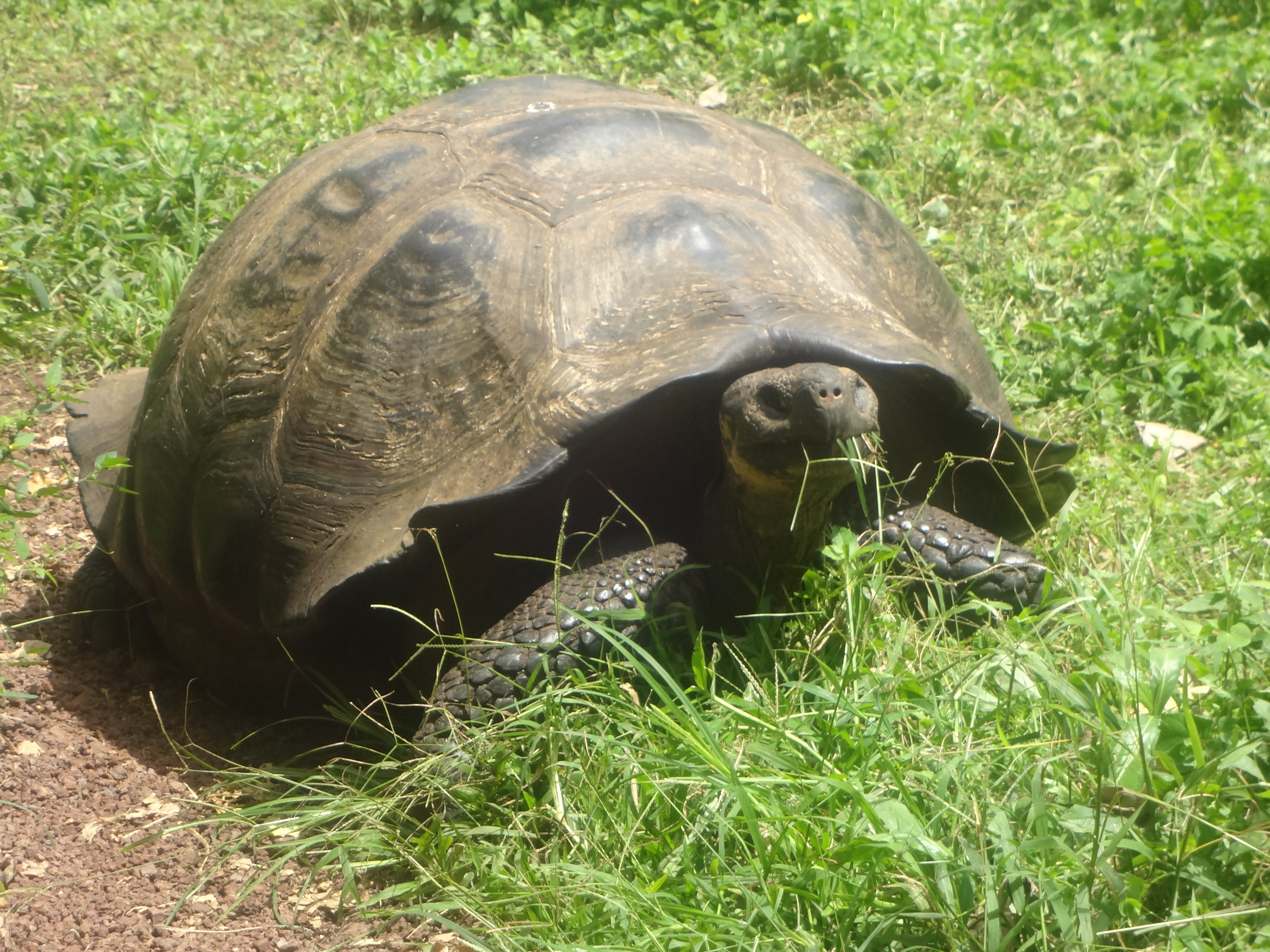
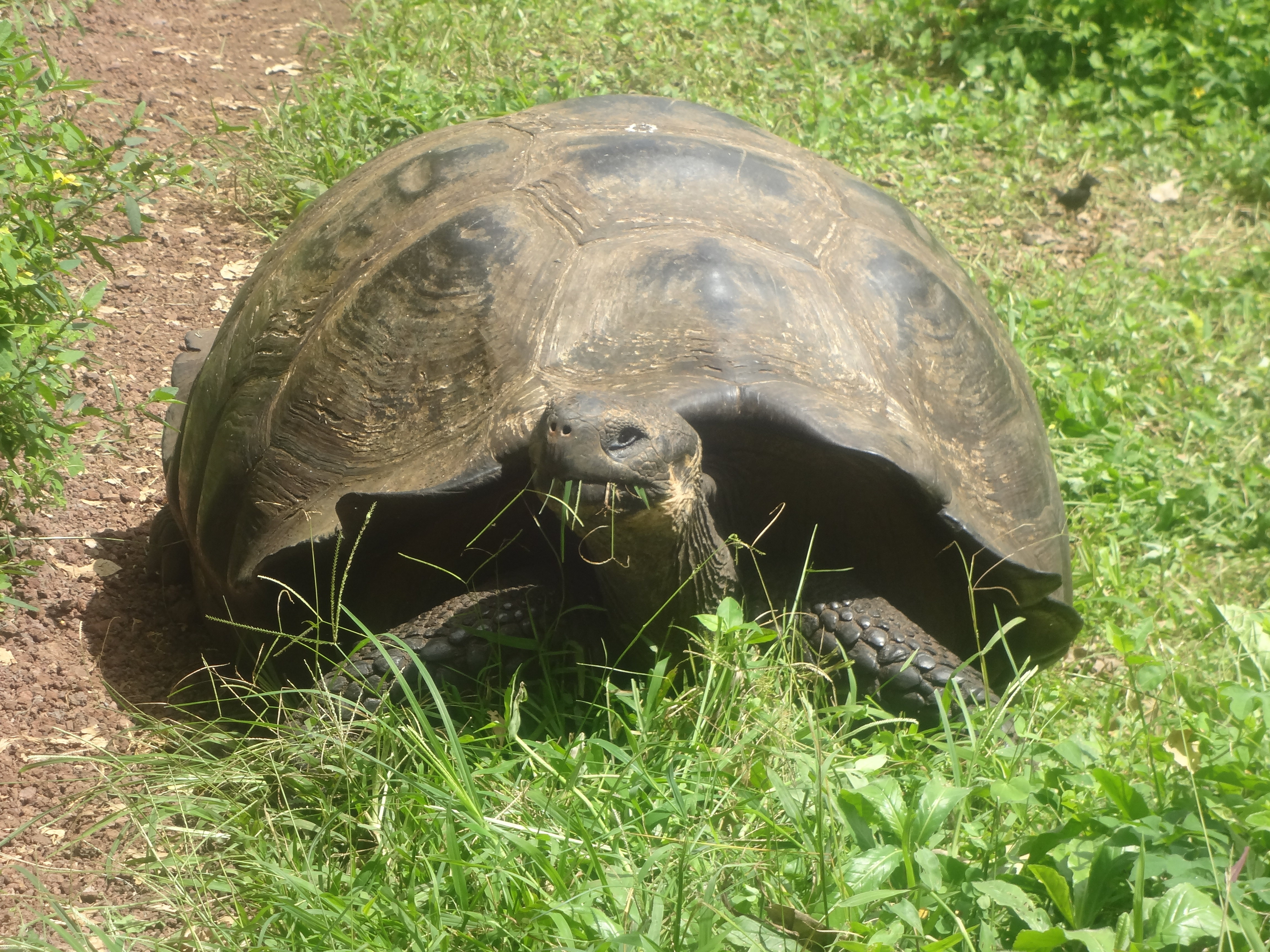
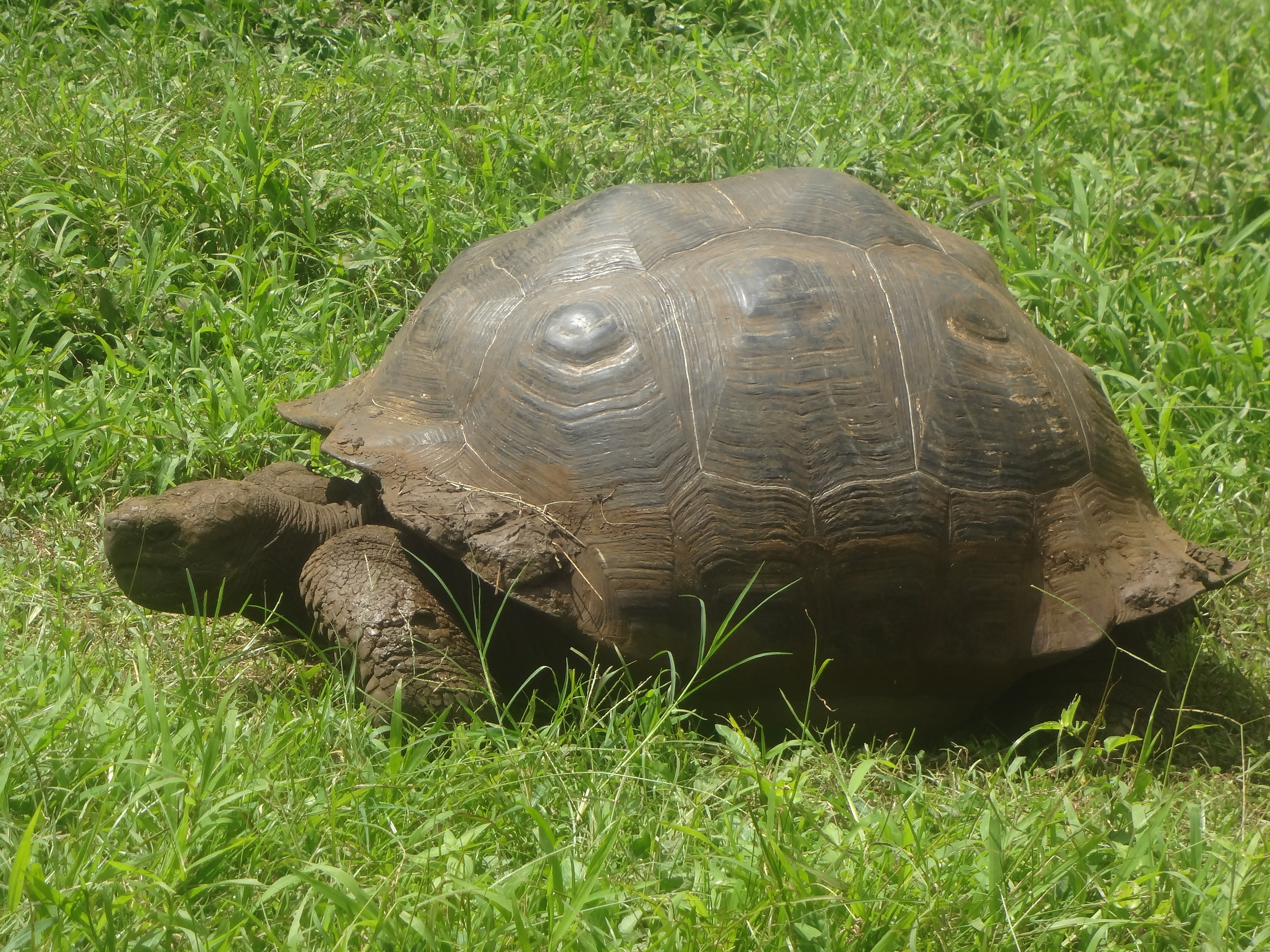
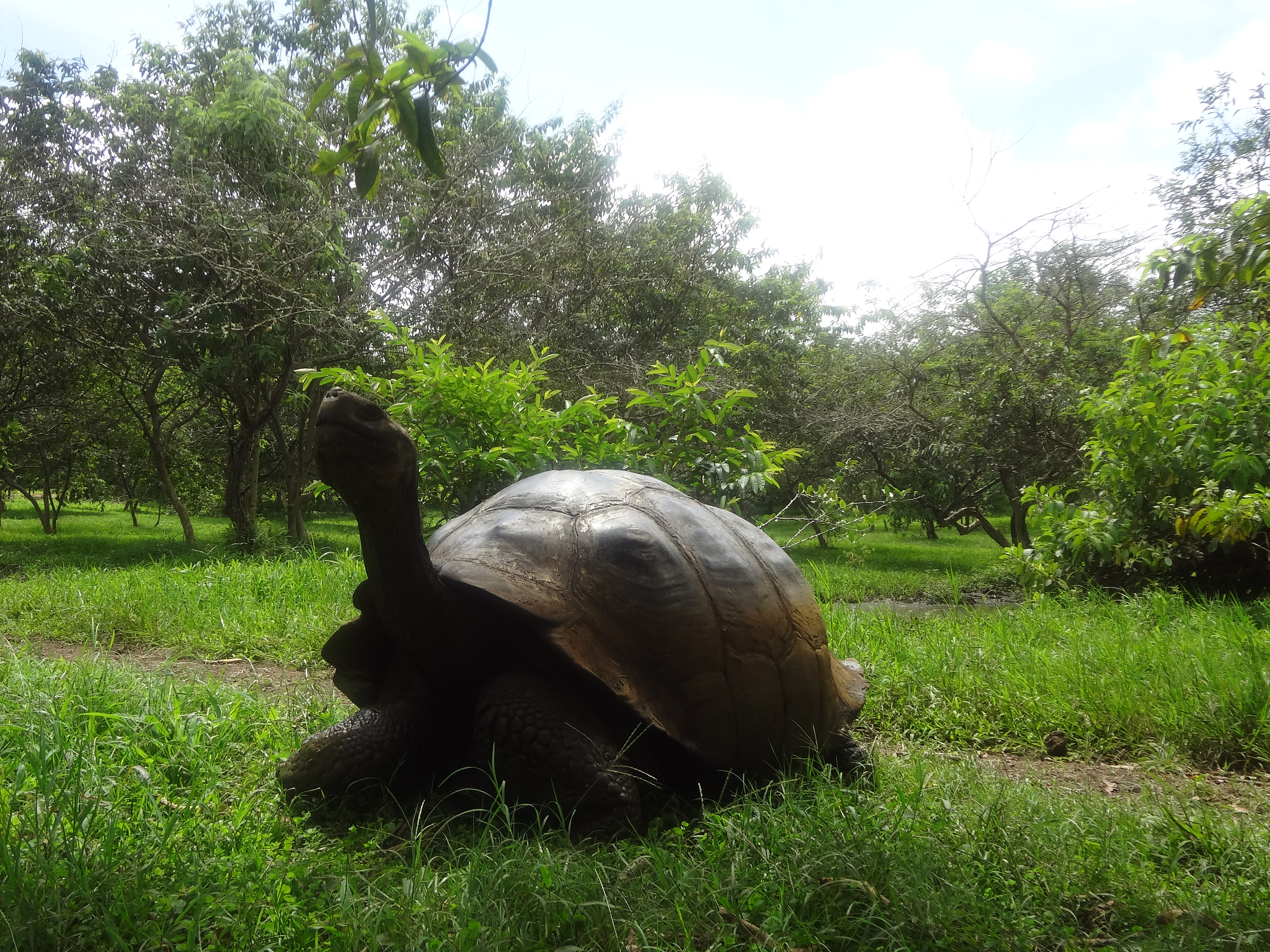
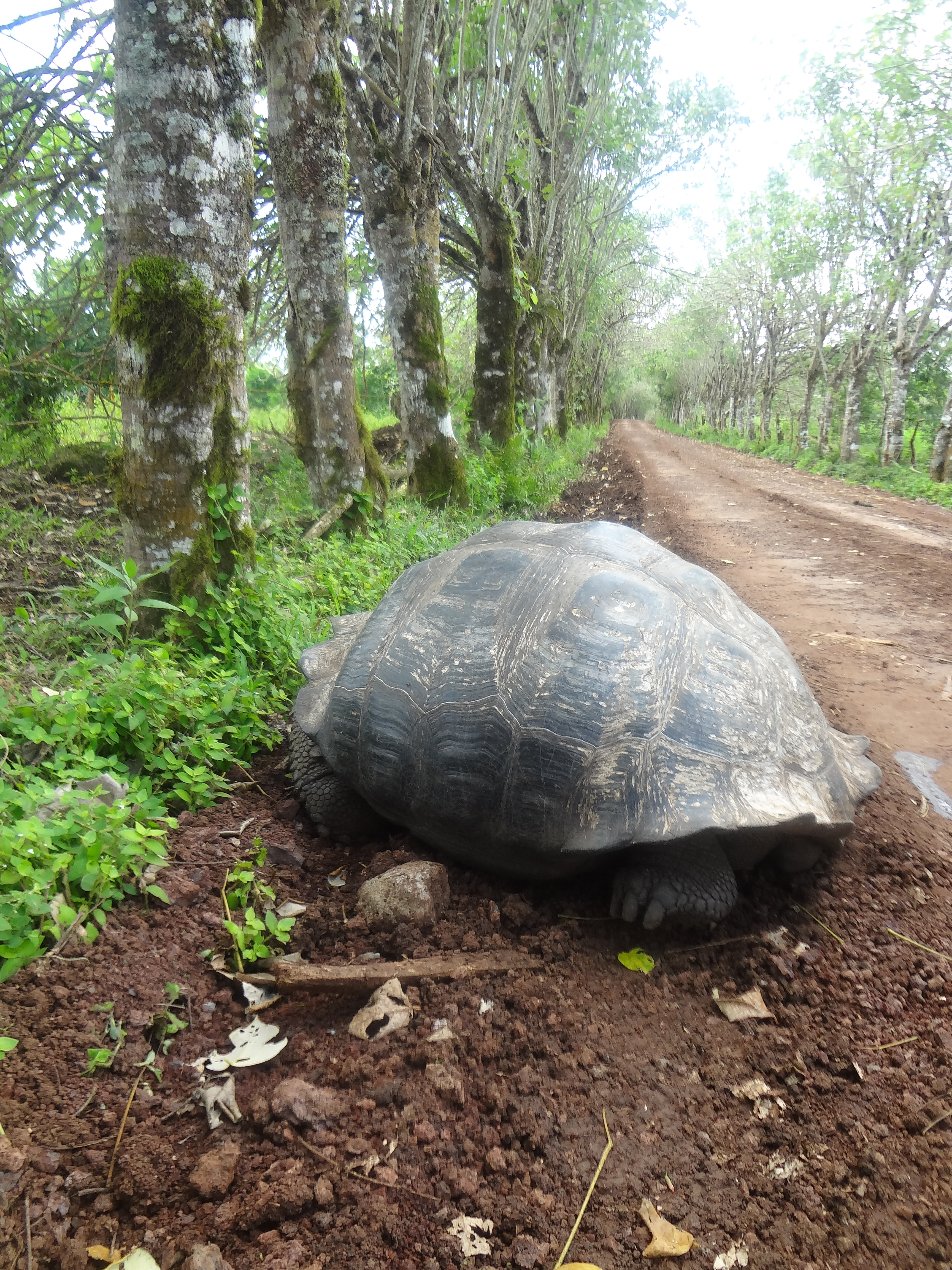
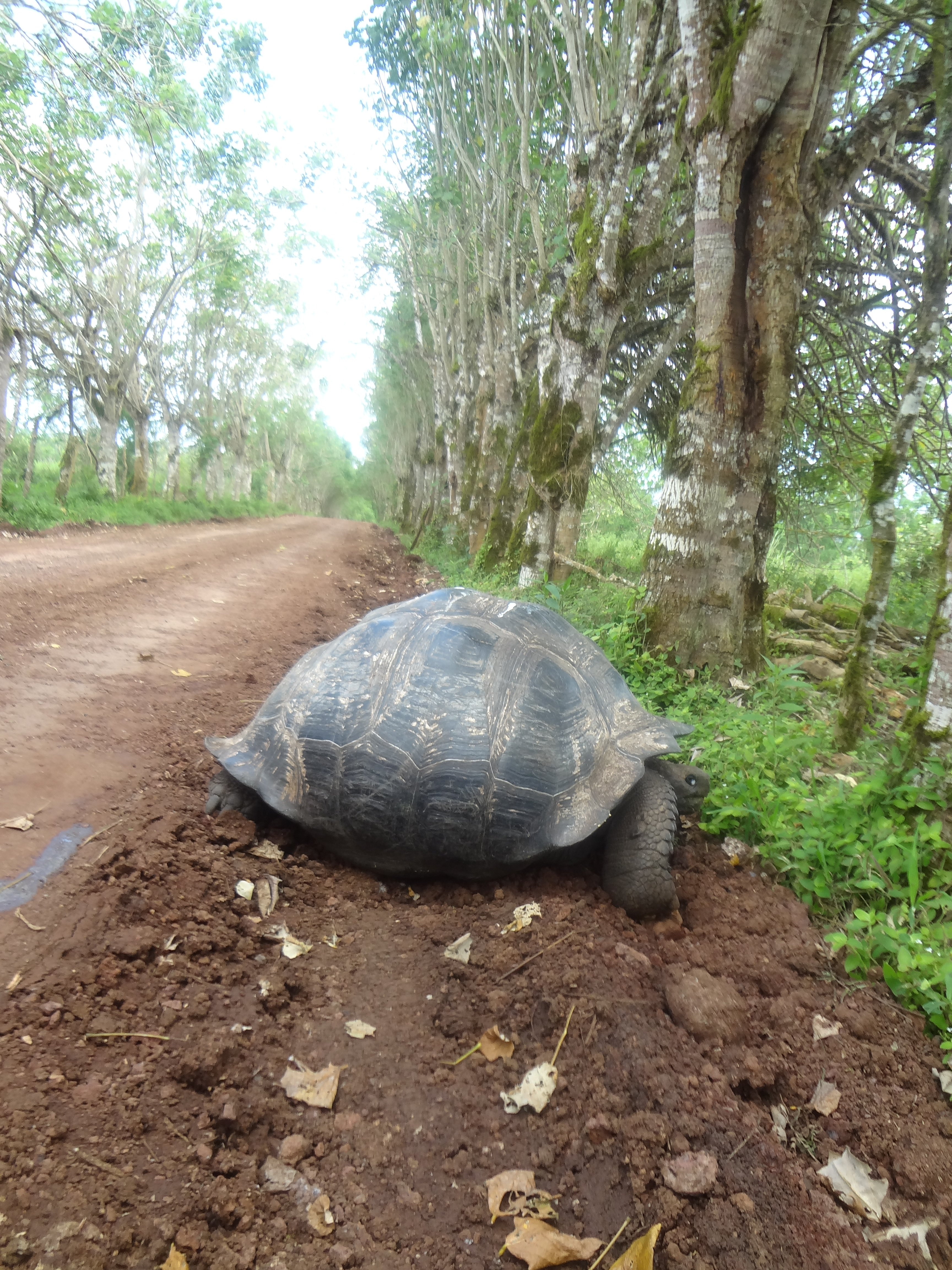
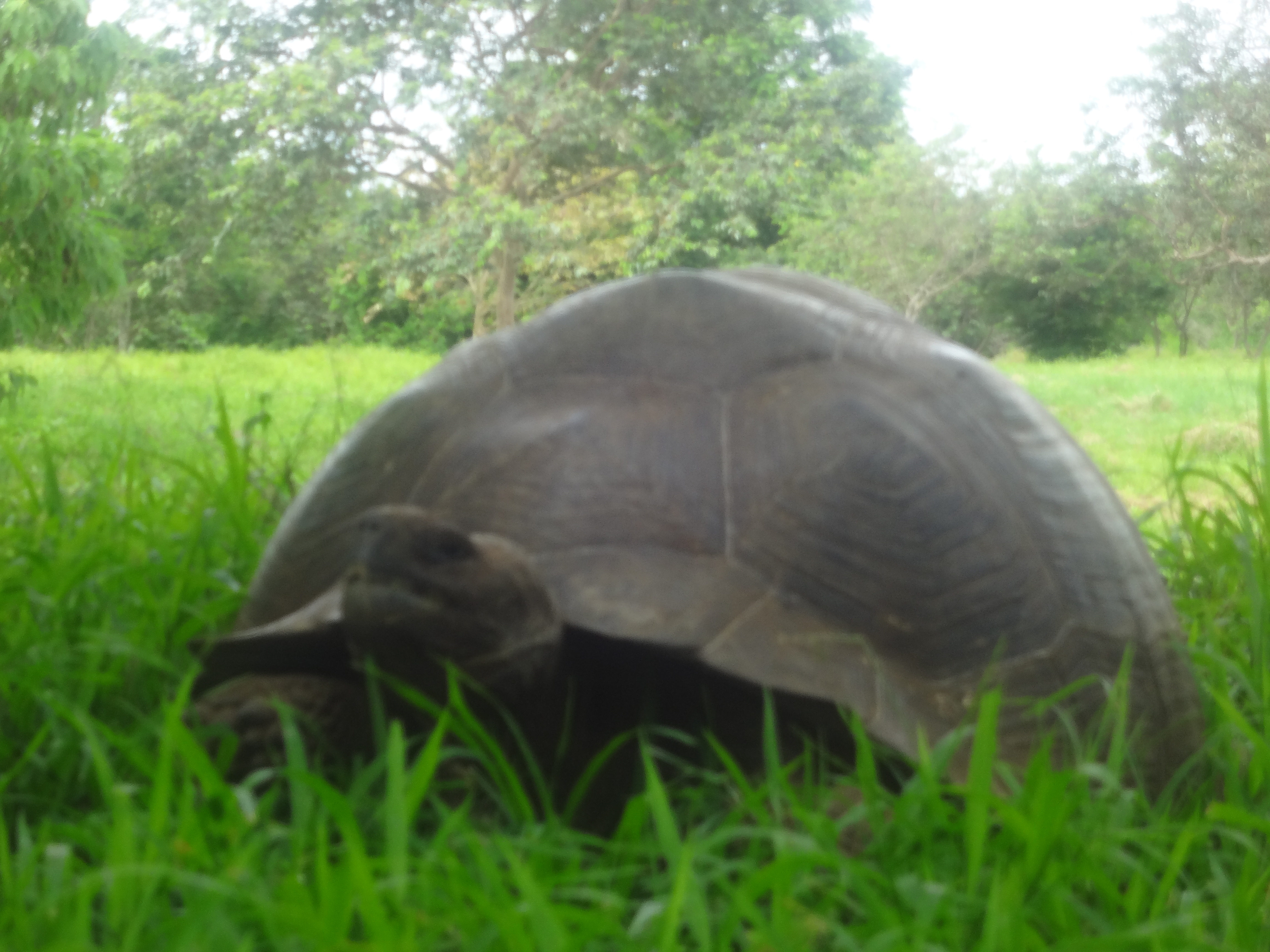
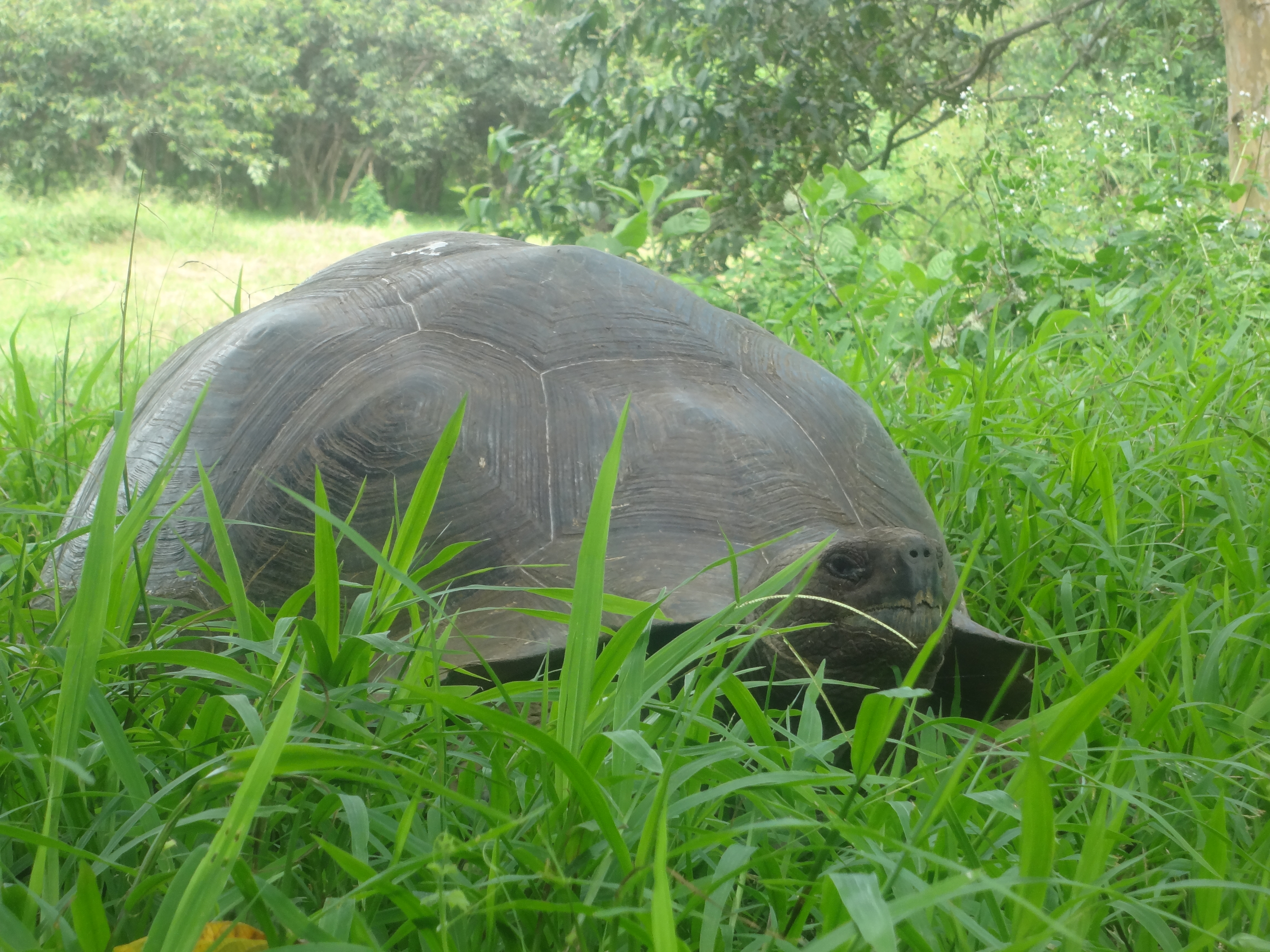
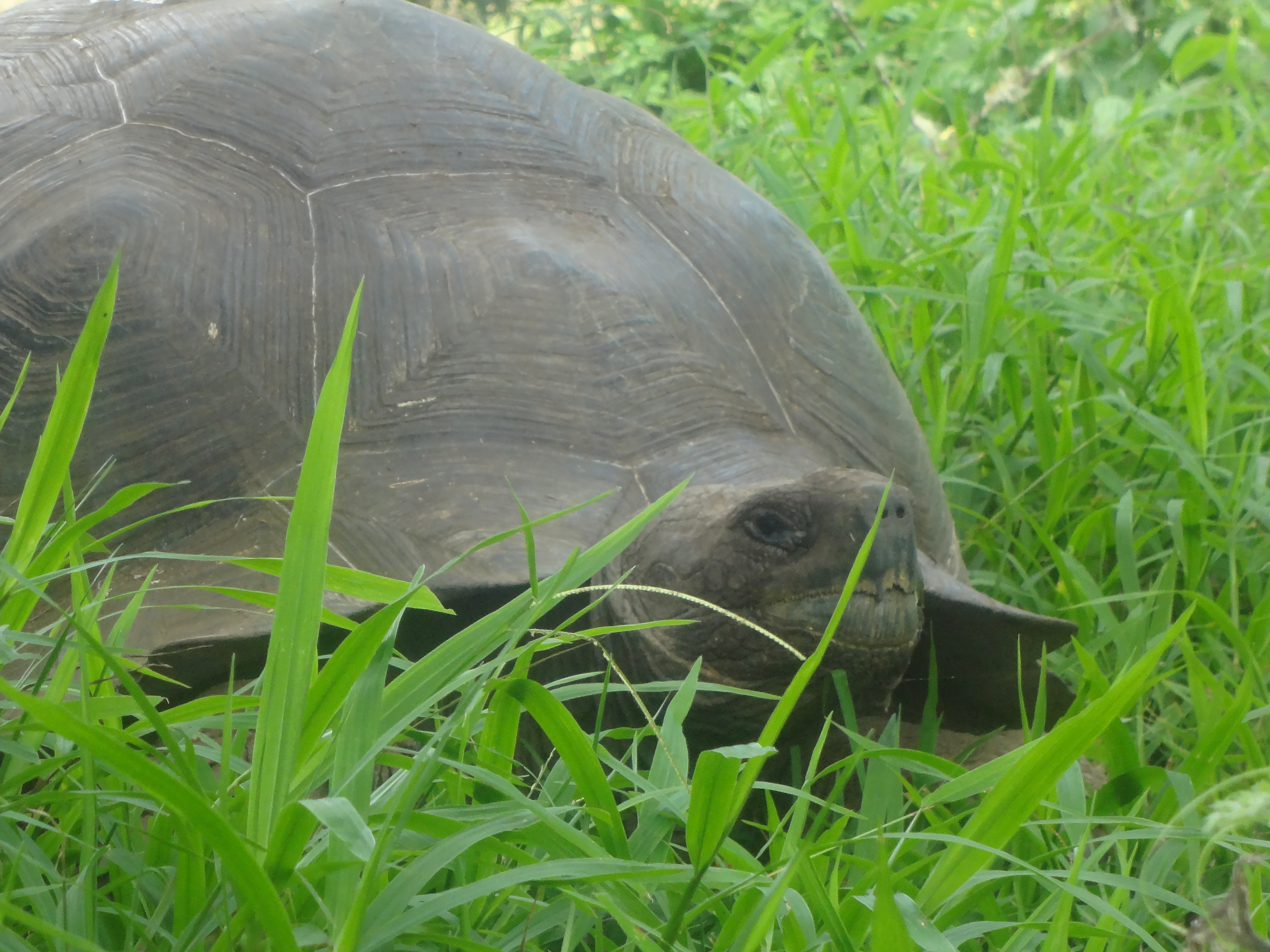
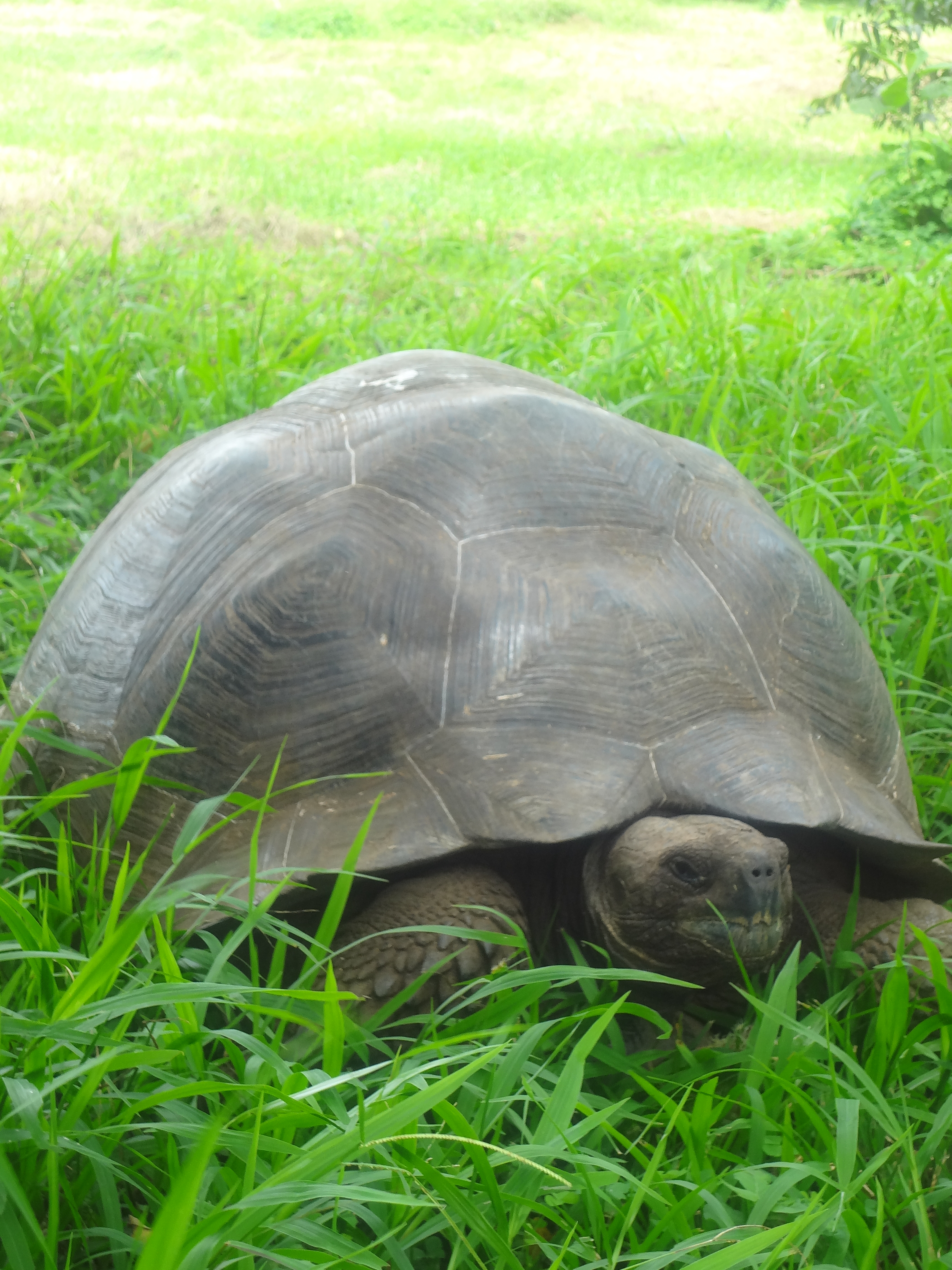
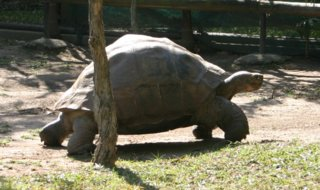
갈라파고스 땅거북

## 사진

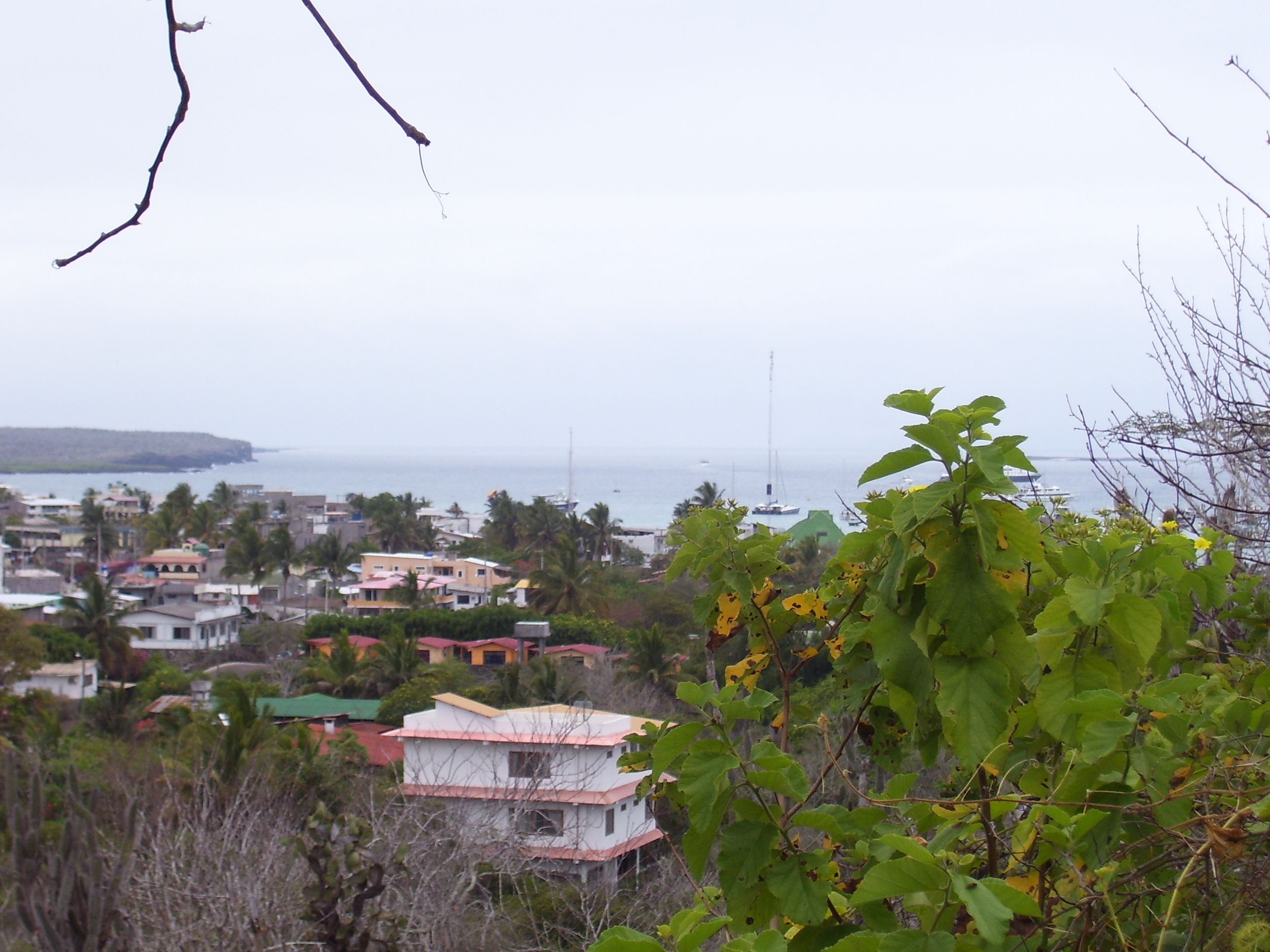
산타크루스섬의 풍경
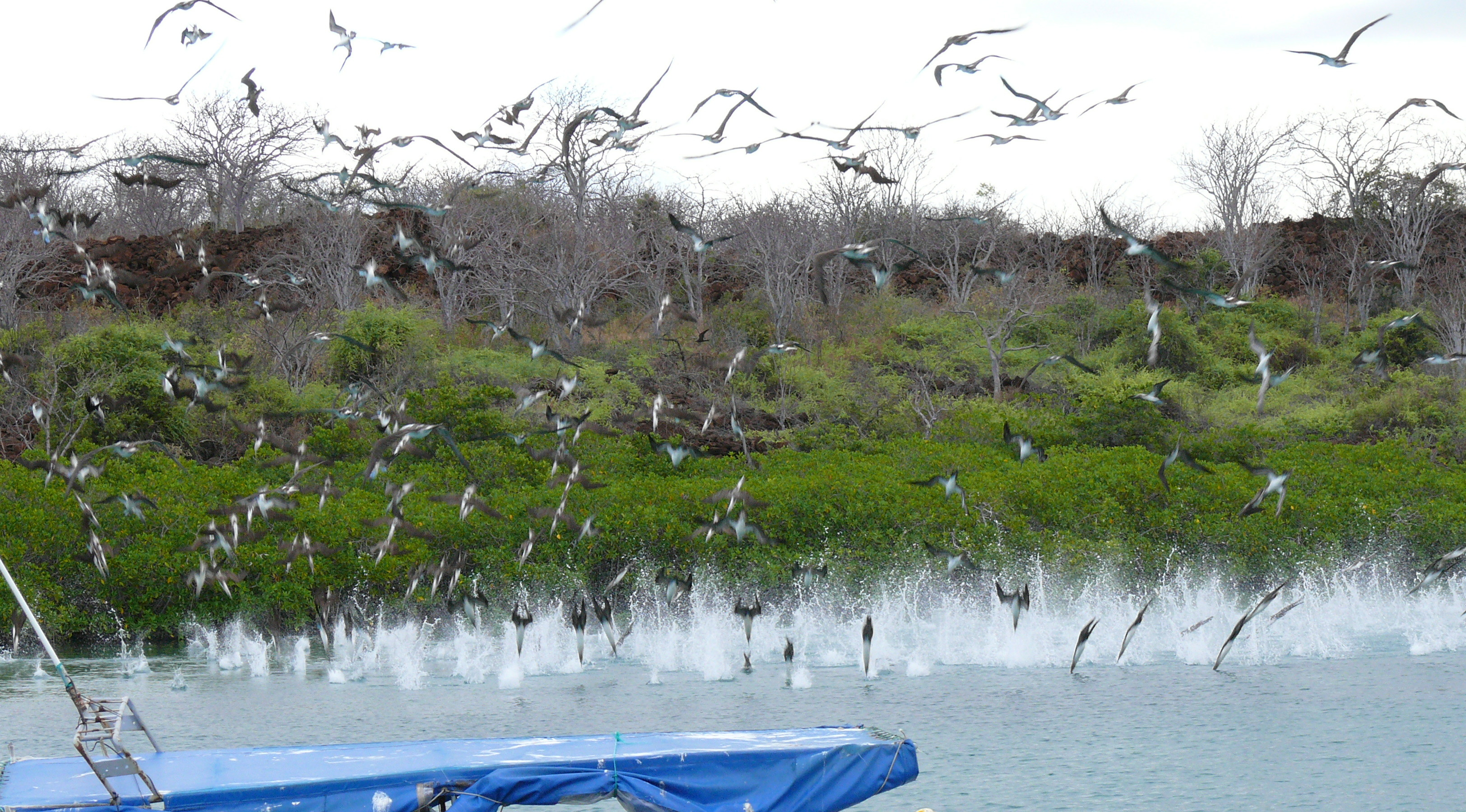
푸른 발 부비가 먹이를 찾아 다이빙하는 모습
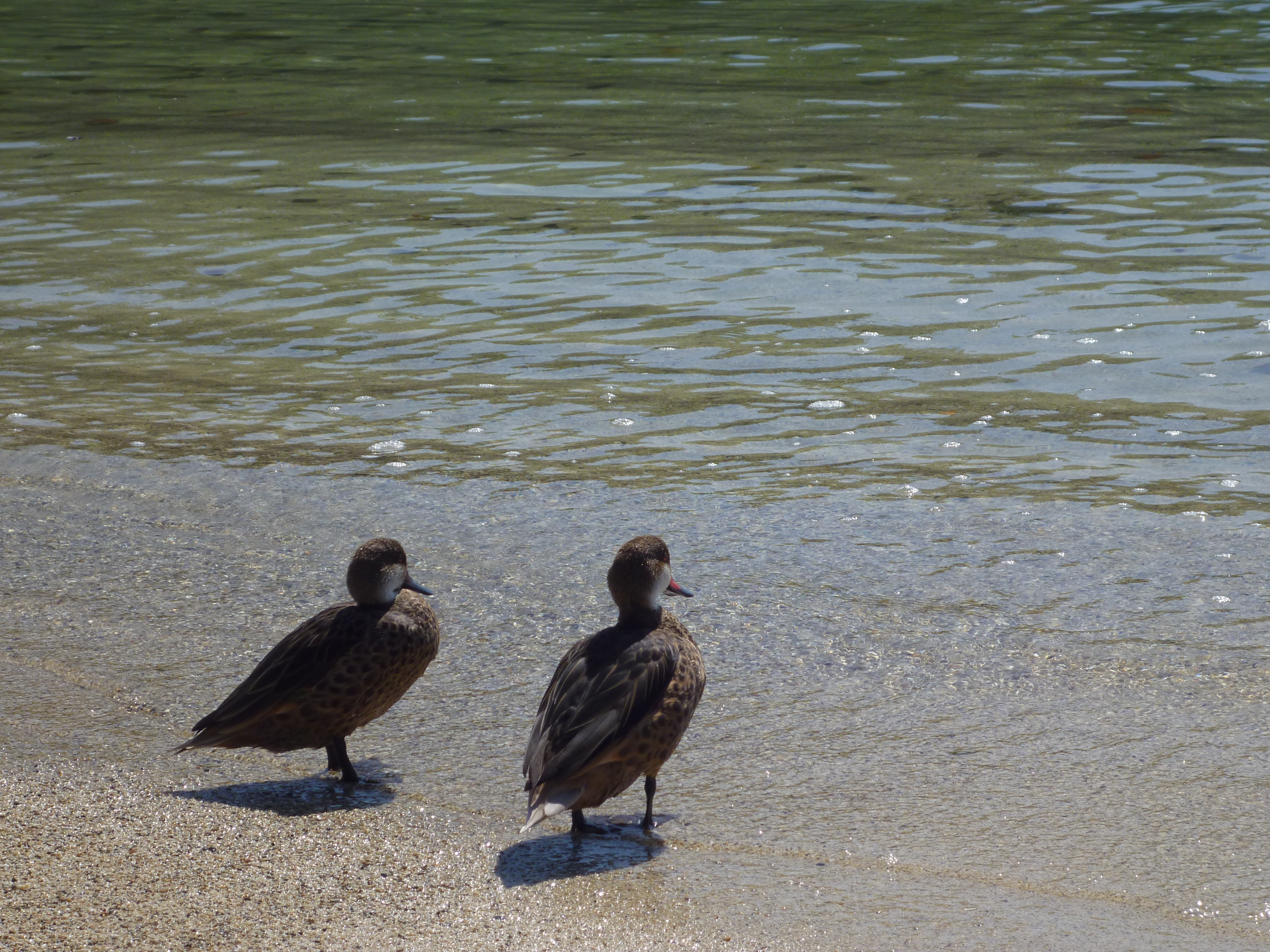
갈라파고스 제도 산타크루스섬
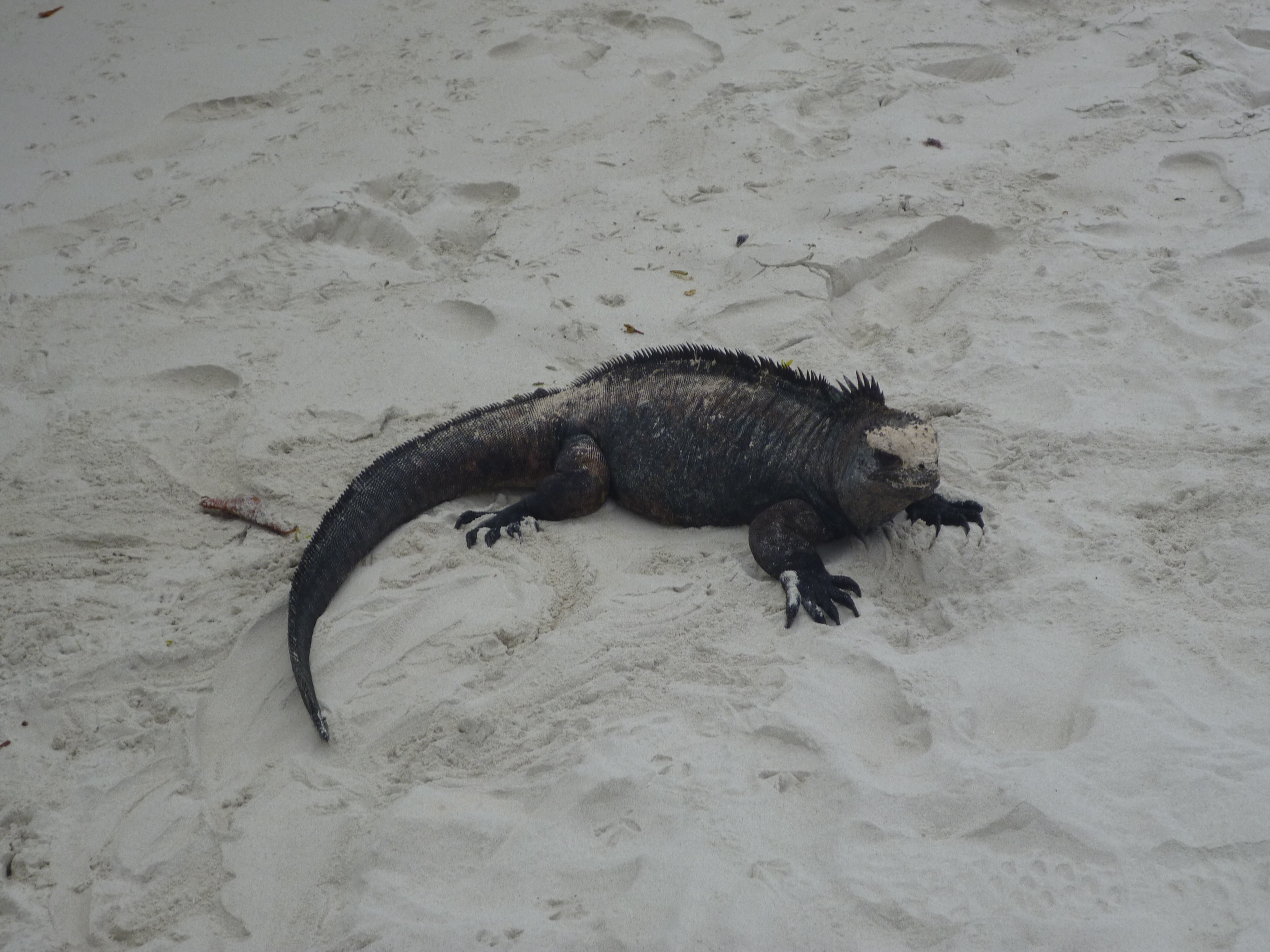
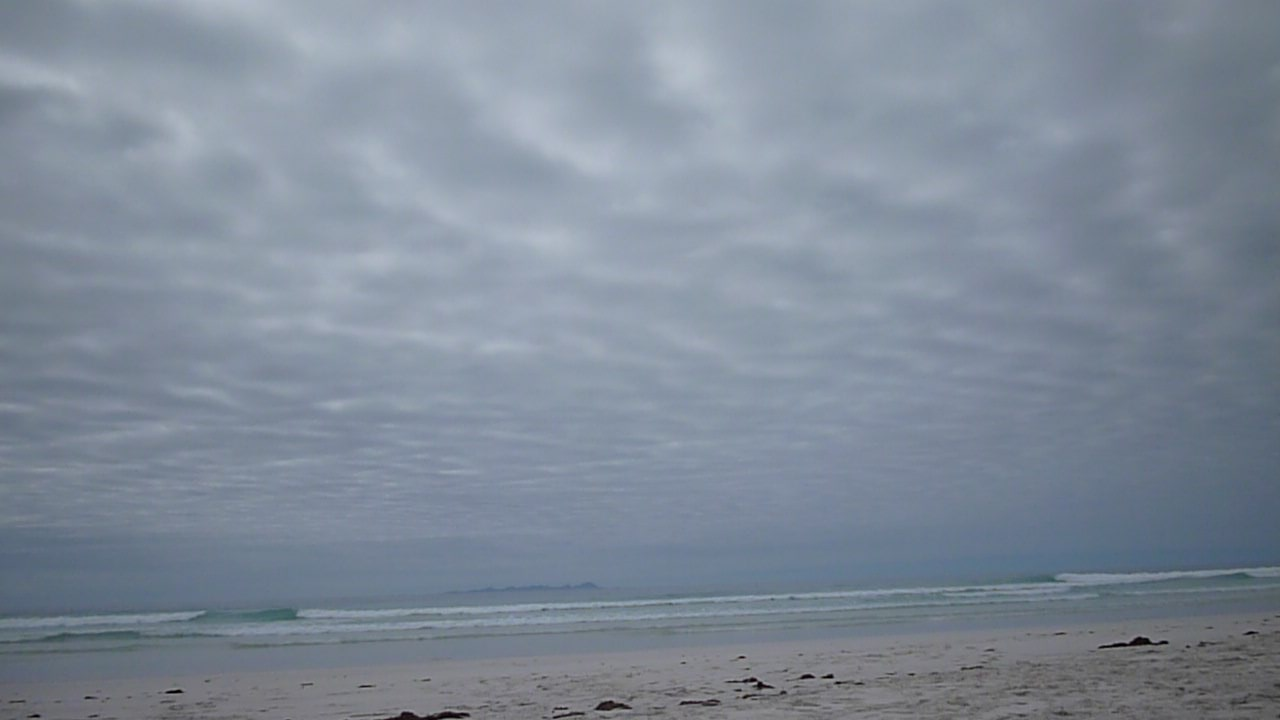
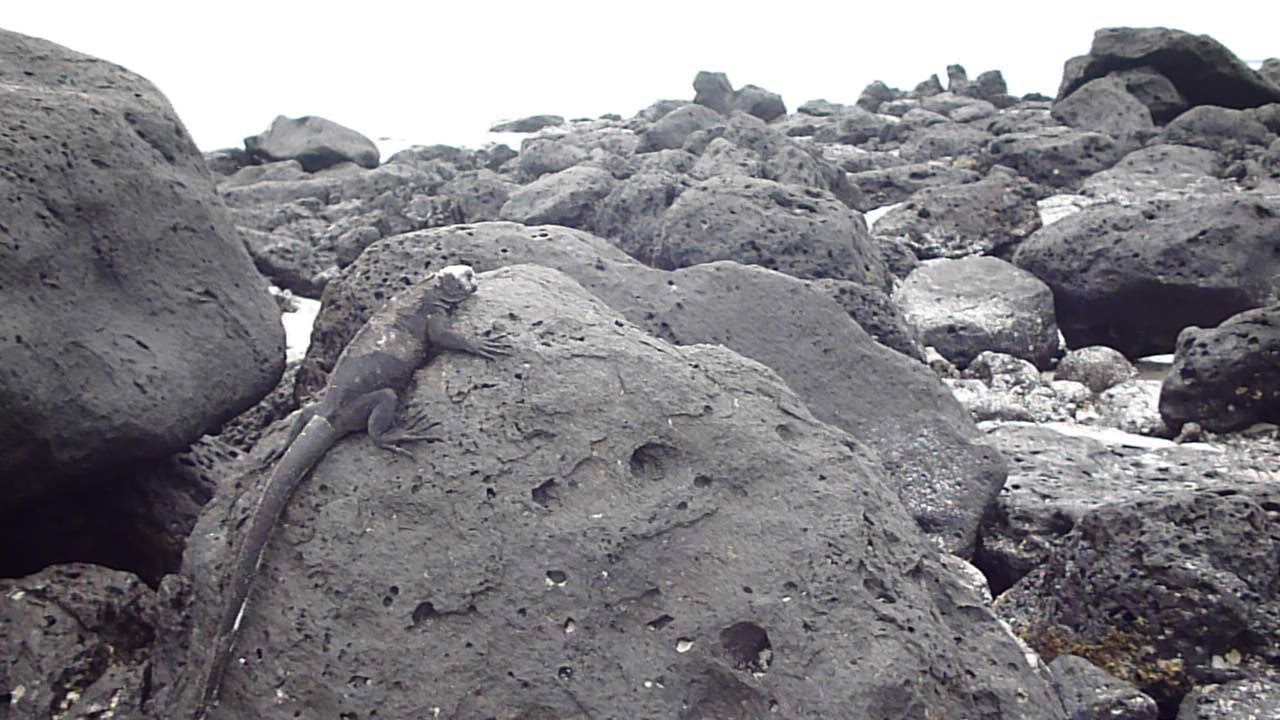
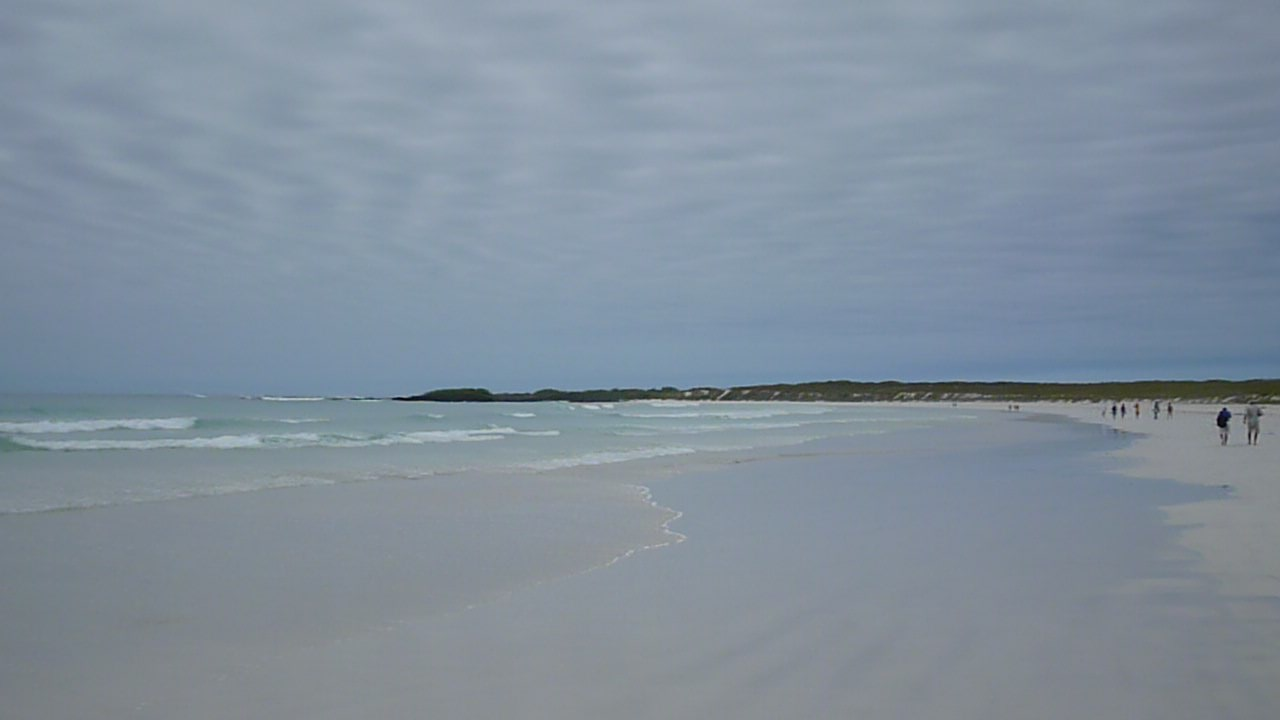
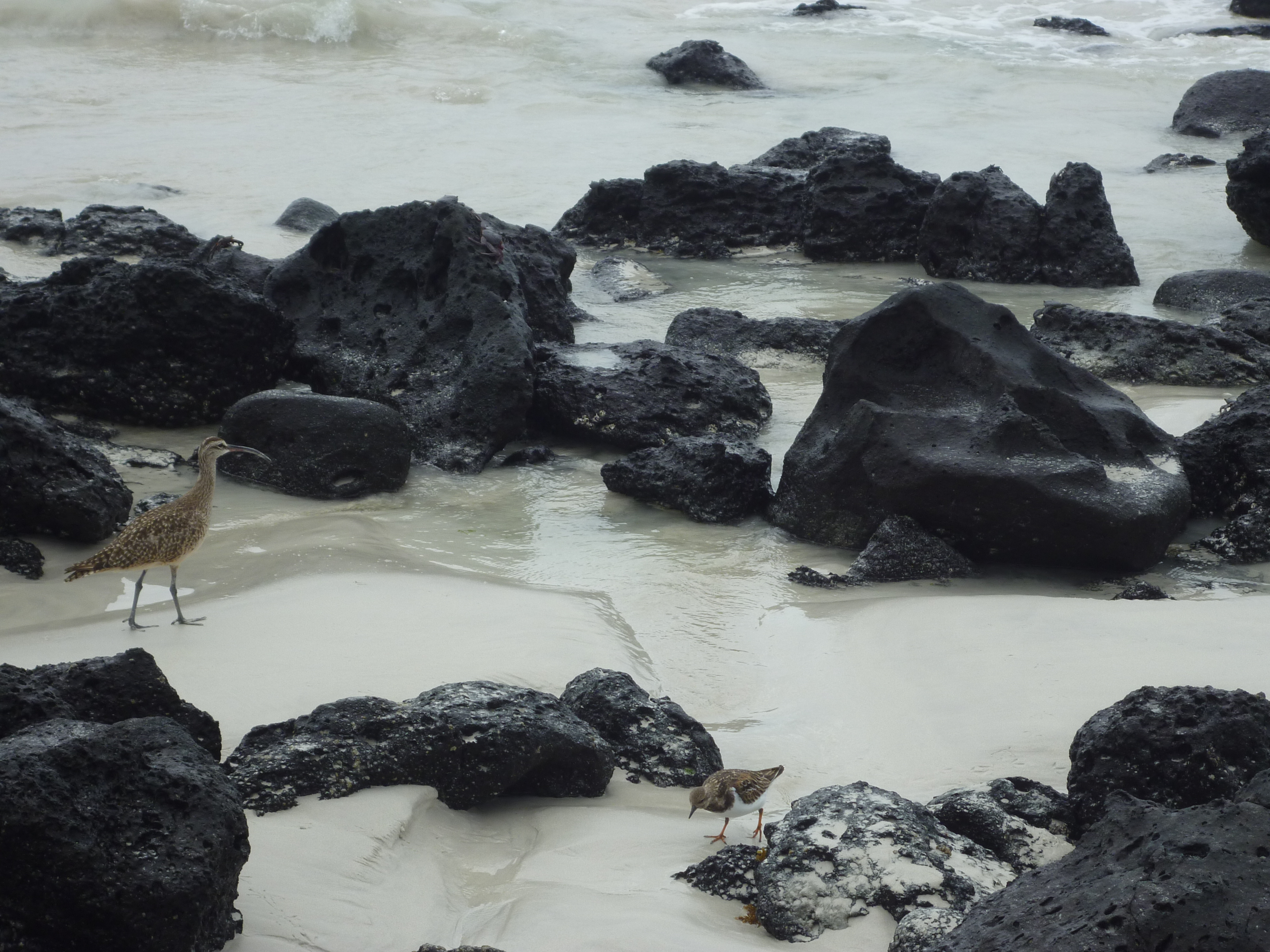
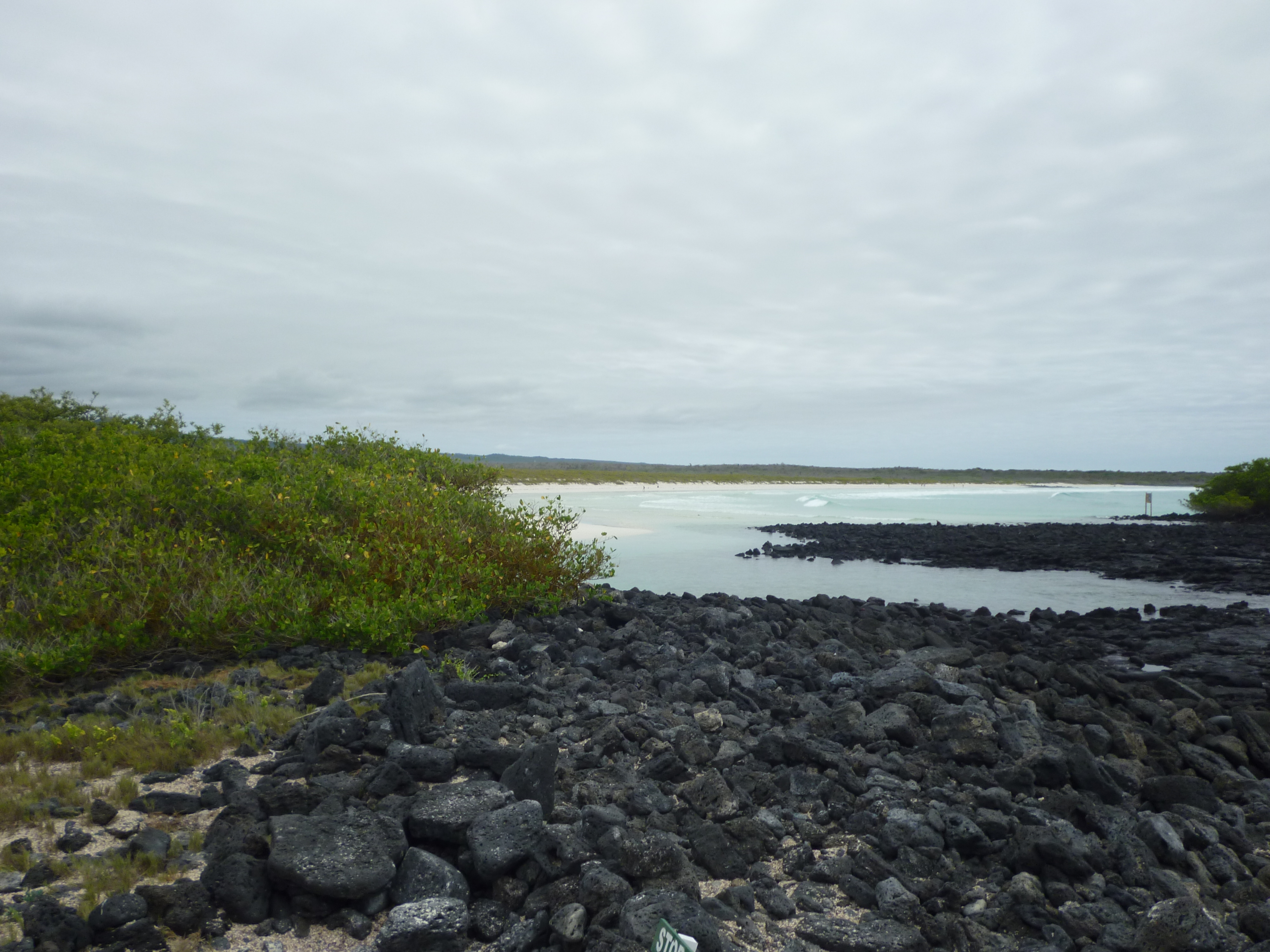
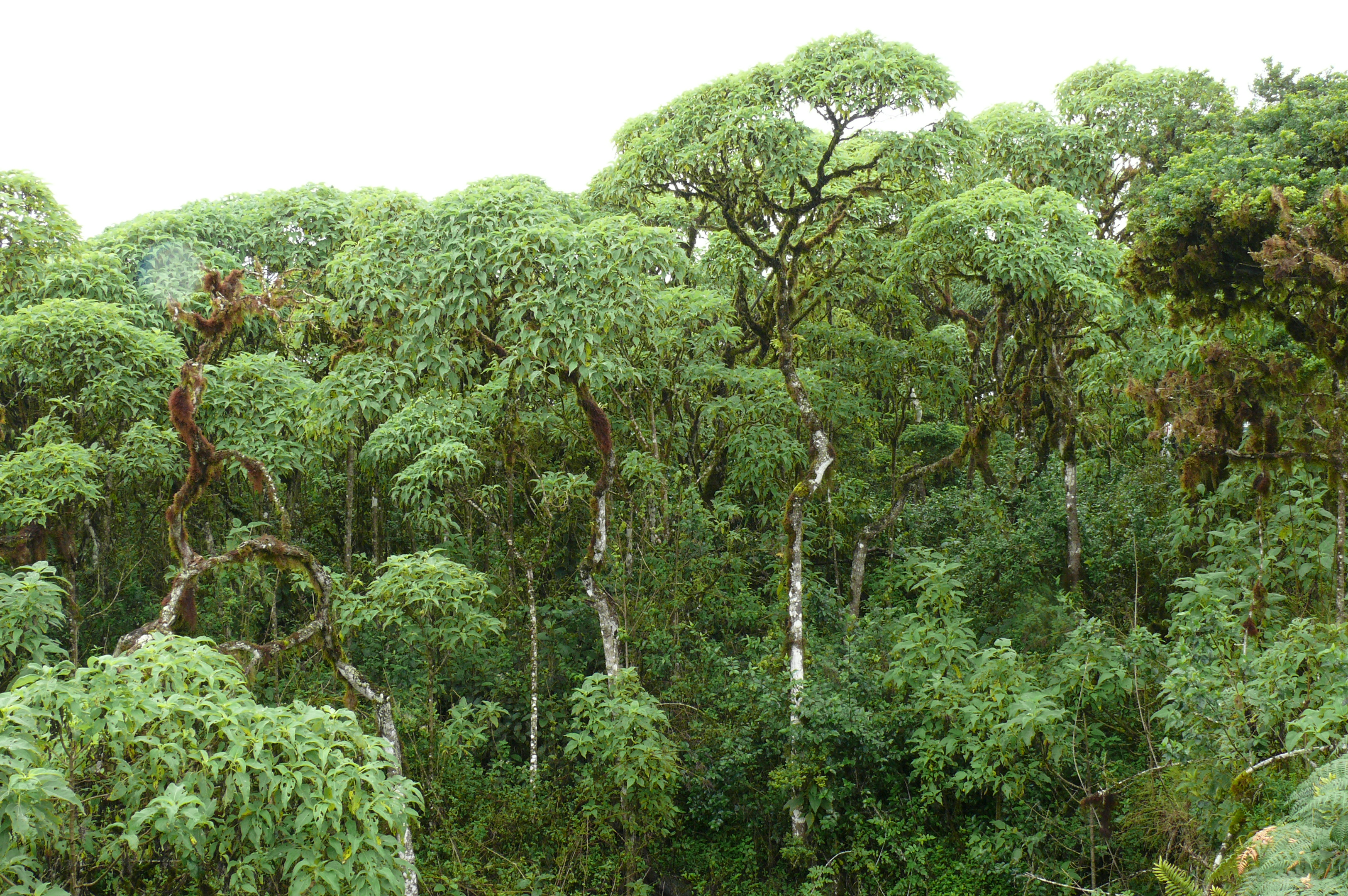
스칼레시아 나무
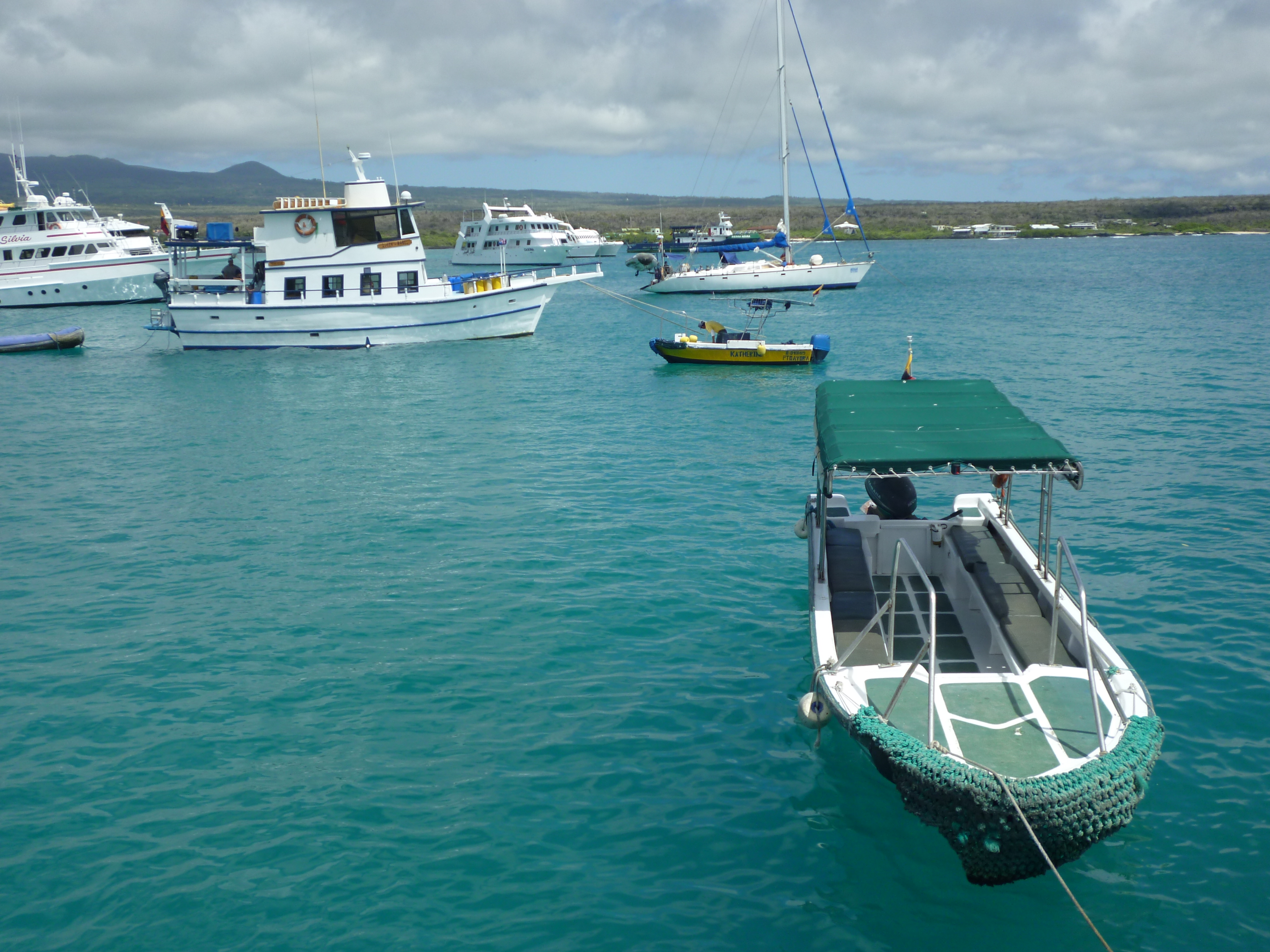
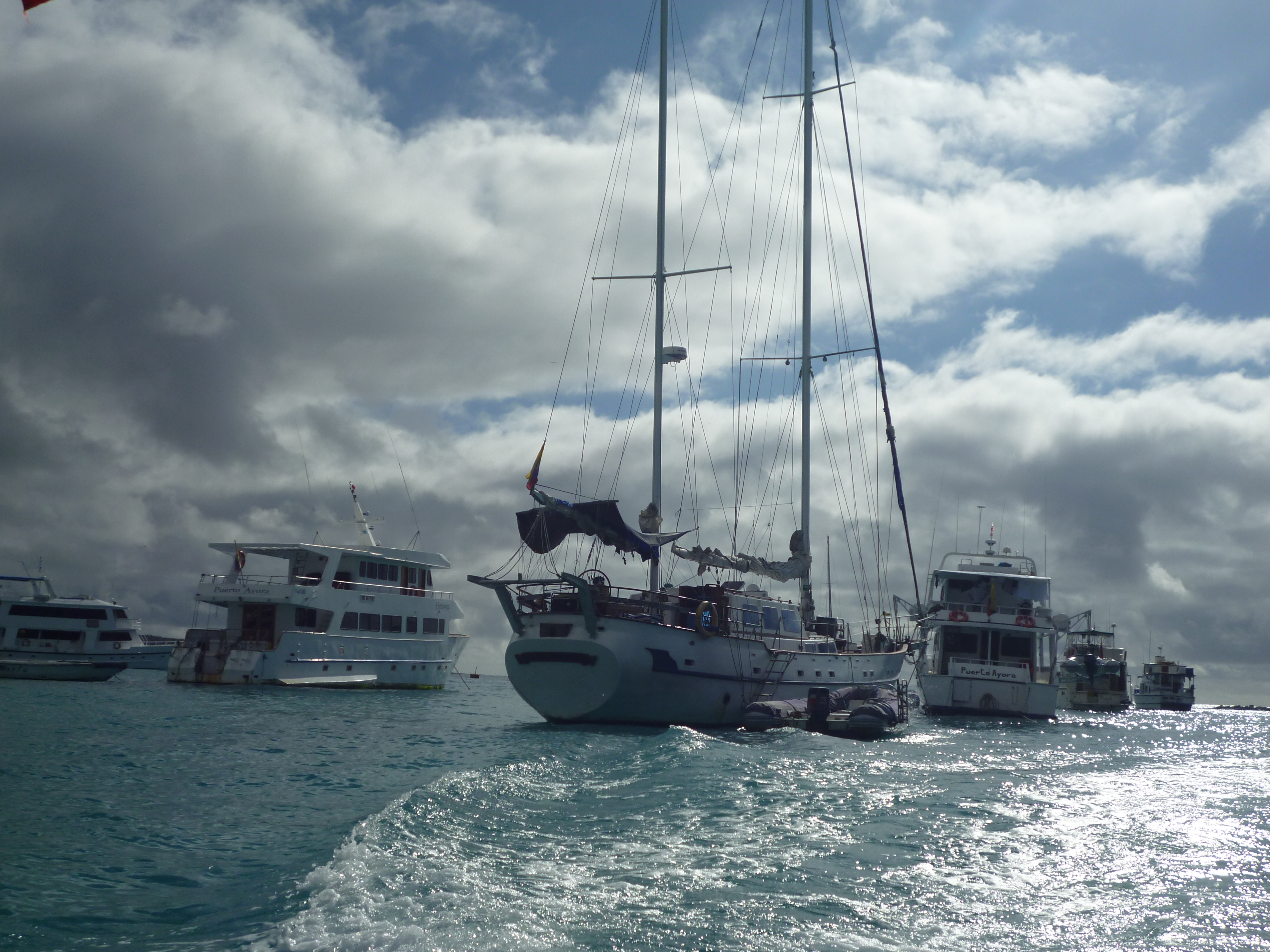
산타크루스_섬 범선
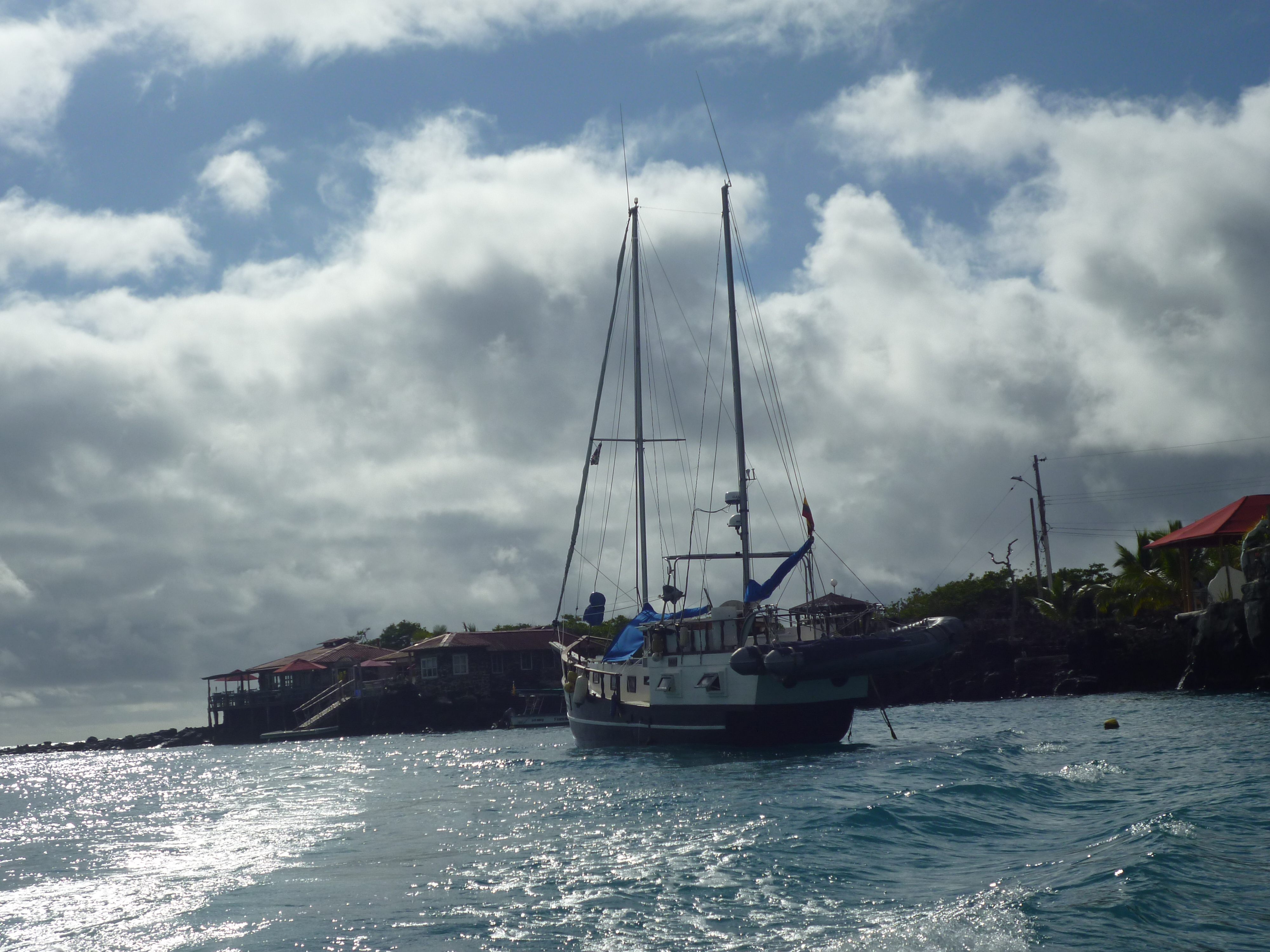
산타크루스_섬 범선
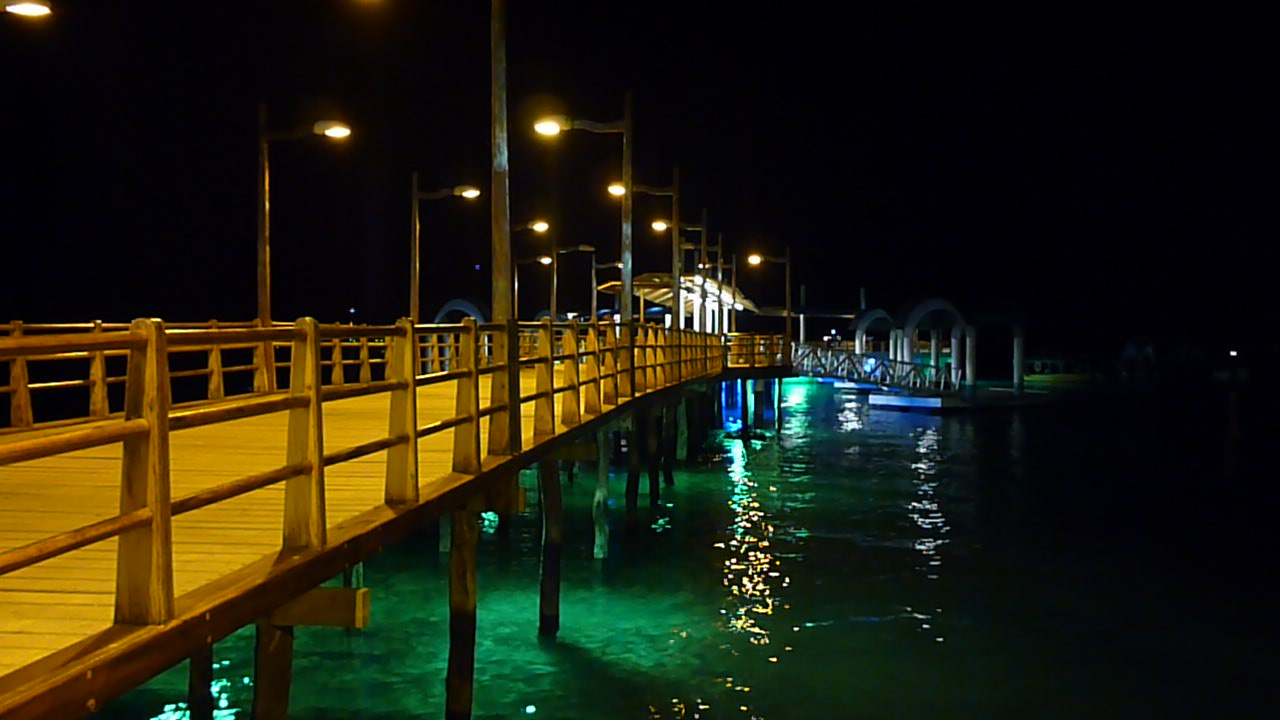
산타크루스_섬
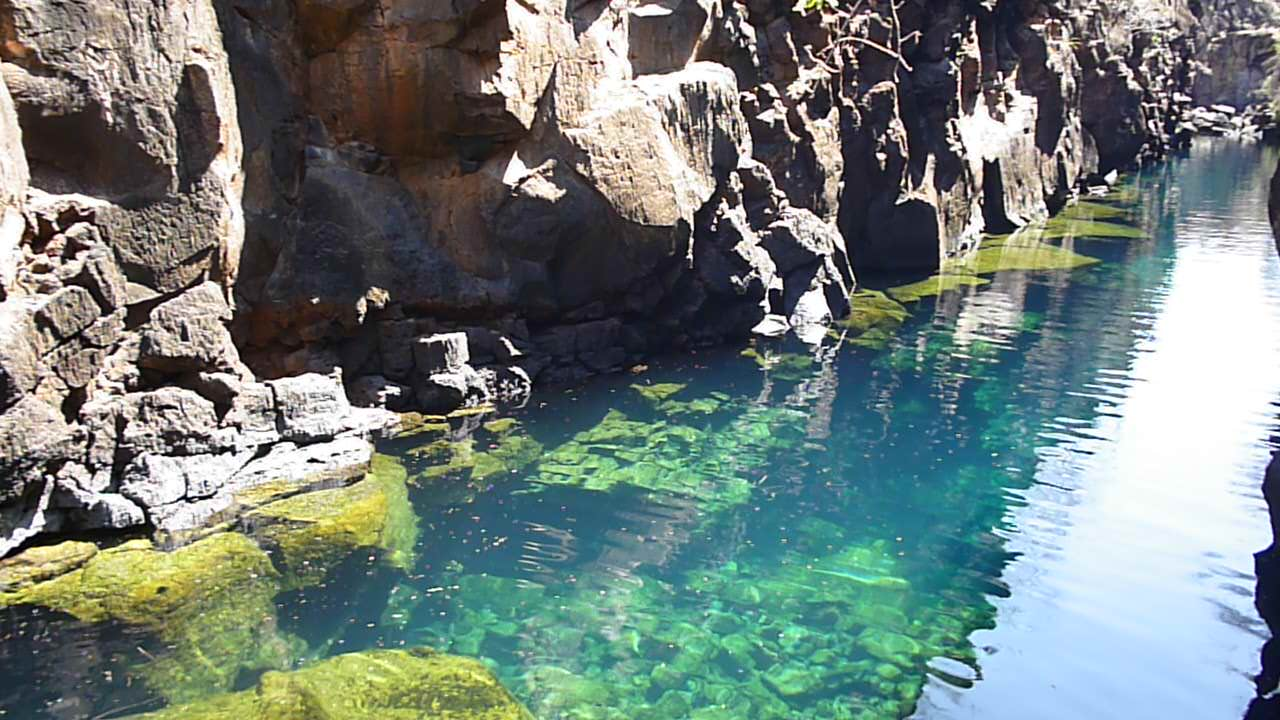
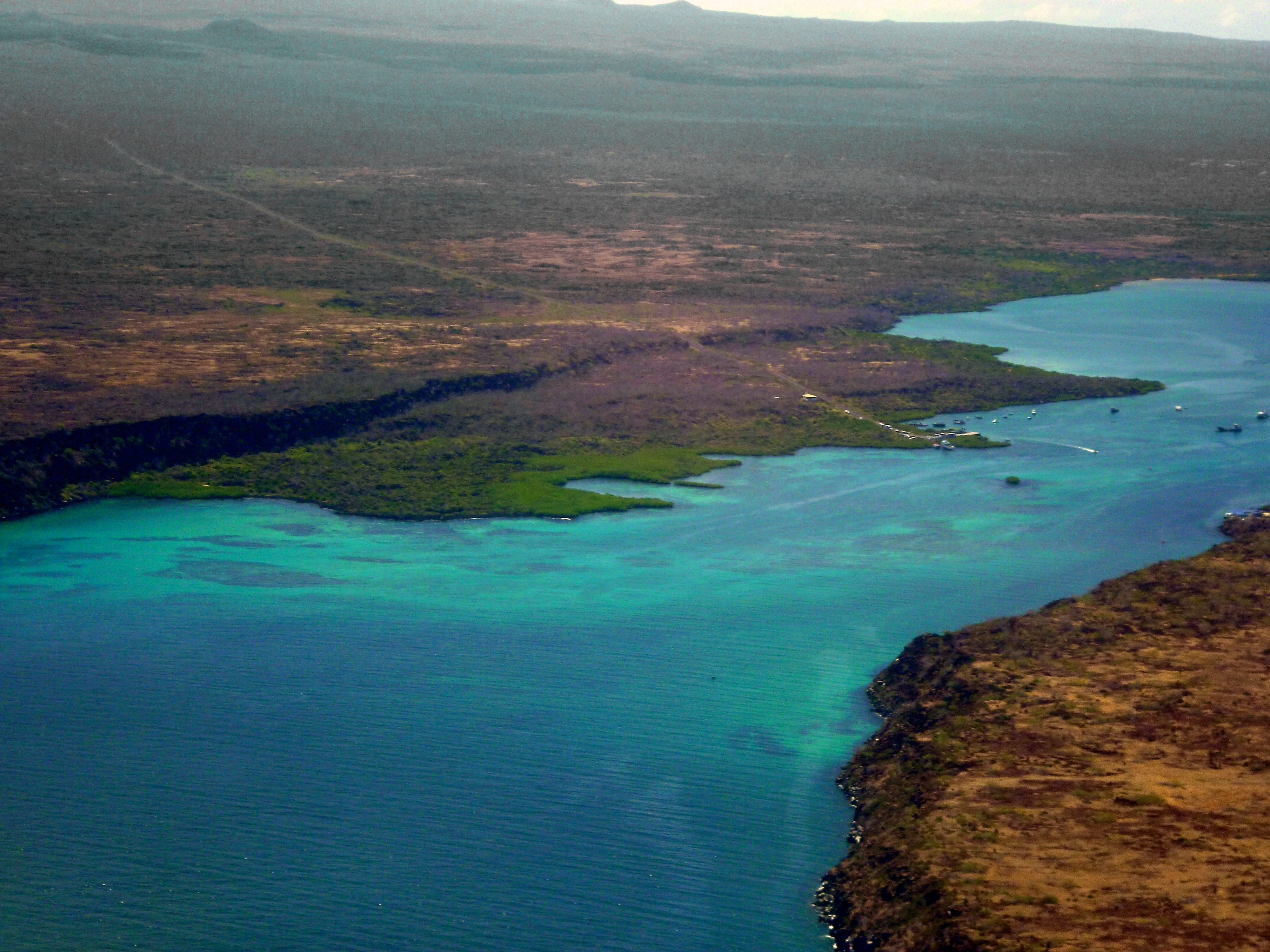